# Guitare basse
Pour les articles homonymes, voir Guitare et Basse.
La guitare basse, basse électrique ou simplement basse, est un instrument de musique à cordes conçu selon le même principe que la guitare électrique, mais avec une tessiture plus grave. Comme la contrebasse dont elle est inspirée, la guitare basse est généralement utilisée pour jouer la ligne de basse au sein de la section rythmique d'un ensemble musical, même si elle est également utilisée comme instrument soliste par certains musiciens.
Une basse comporte en général quatre cordes accordées mi0-la0-ré1-sol1, à filets ronds ou à filets plats (certains modèles comprennent davantage de cordes, 5, 6 voire plus). Elles sont montées sur un manche sur lequel se trouve la touche. La plupart des basses possèdent des frettes (en général, autour d'une vingtaine) ; une basse fretless n'a pas de frettes, ce qui donne un son et un toucher différents. La très grande majorité des corps et des manches de basse sont faits en bois, même si d'autres matériaux comme le graphite sont parfois utilisés.
Les cordes sont fixées au corps de la basse au niveau du chevalet et au niveau de la tête par des mécaniques permettant d'accorder l'instrument. Un ou plusieurs capteurs électromagnétiques, appelés micros, permettent de transformer la vibration des cordes en un signal audio, qui est ensuite amplifié. Des potentiomètres permettent de régler le volume, la tonalité, et certaines basses actives embarquent un préamplificateur. La basse électrique est généralement amplifiée par un amplificateur dédié à l'instrument et ses fréquences graves. Certains bassistes utilisent des effets (compression, chorus, distorsion, octaver, envelope filter...).
La basse peut se jouer aux doigts ou avec un médiator. Il existe plusieurs techniques de jeu à la basse, comme le slap.
La basse électrique est un instrument né aux États-Unis. En 1951, la Precision Bass vendue par Fender est le premier modèle commercialisé en masse ; la Fender Jazz Bass, sortie en 1960, est un autre modèle très répandu. La basse est un instrument qui a d'abord été conçu pour être électrique ; en 1972, la basse acoustique voit le jour. Plusieurs évolutions sont apparues au fil des années, comme la basse fretless ou les basses à cinq cordes, six cordes ou plus, les instruments sans tête ou multidiapason.

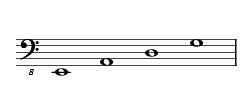
Accordage de la basse à quatre cordes : mi, la, ré, sol (E, A, D, G en notation anglo-saxonne)

## Description
Une guitare basse possède généralement 4 cordes avec un diapason de 34 pouces (86,34 cm). L'instrument est constitué d'un long manche, surmonté d'une touche, et d'un corps en bois plein (solid body) ou creux (semi-hollow body) comprenant un ou plusieurs micros, des potentiomètres et un chevalet. La touche comporte des frettes qui délimitent les cases des notes (généralement entre 19 et 24). La méthode de fixation du manche (vissé, collé ou traversant le corps) et le type de bois utilisé pour la lutherie influent sur la sonorité.

### Corps

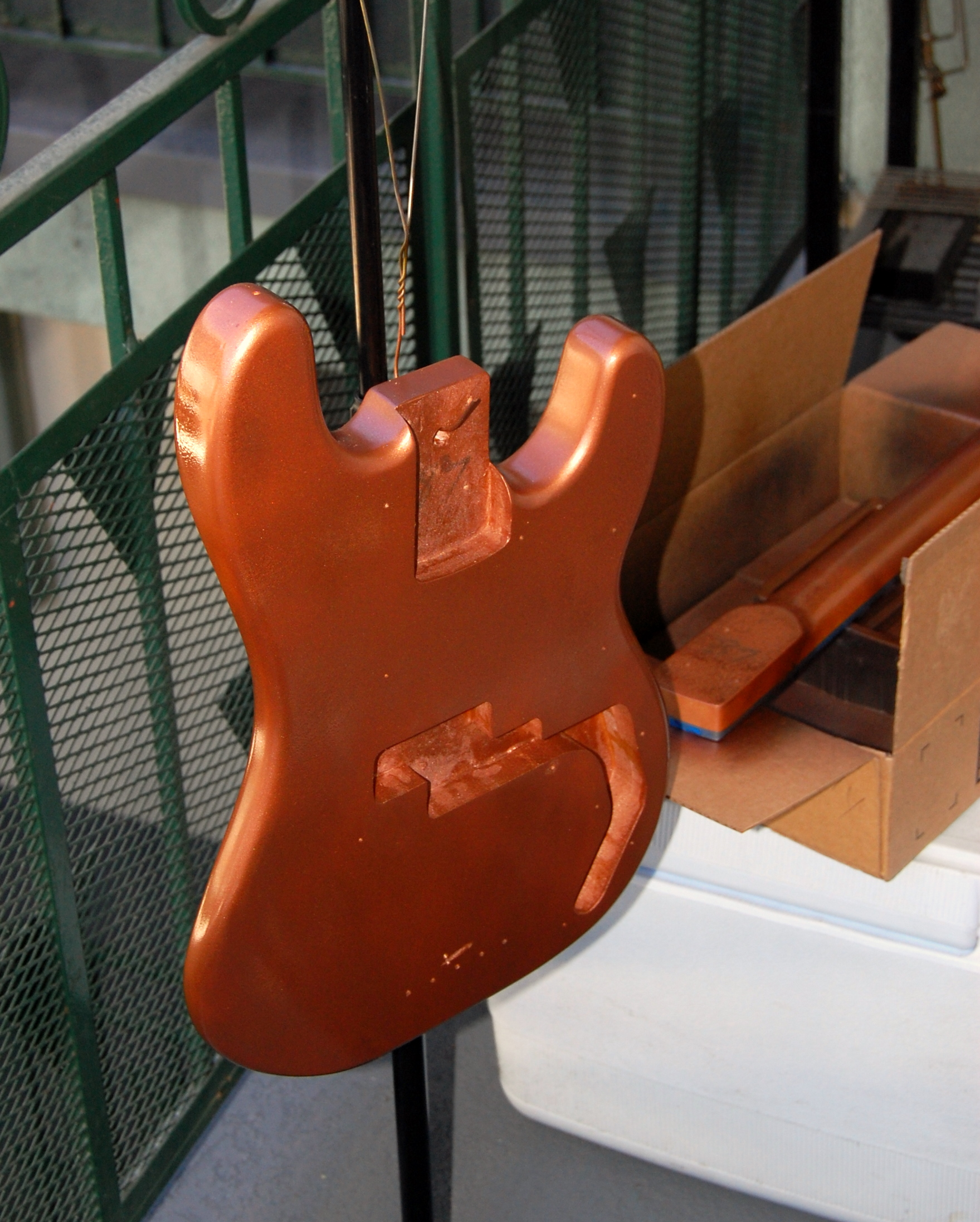
Corps d'une basse de type Precision, après avoir été peint. Noter les cavités pour le manche (en haut), pour le micro (au milieu) et l'électronique (en bas à droite). Le manche se trouve dans le carton à côté.

Le corps d'une basse est la plupart du temps en bois. Il existe deux designs principaux : celui d'un manche collé ou vissé au corps, et celui des basses à manche traversant, où le corps est constitué de deux morceaux fixés au manche. Les bois utilisés varient : les basses les moins chères utilisent du tilleul, et les instruments de milieu ou de haut de gamme ont des corps en aulne, acajou ou en frêne. Les basses les plus haut de gamme ont recours à des espèces plus rares comme l'érable ondé, l'érable pommelé (en), le wenge, le padouk ou encore le séquoia. La majorité des corps de basses sont inspirés de la Precision ou de la Jazz Bass de Fender, avec deux découpes de part et d'autre du manche,. Le corps est généralement peint puis vernis, souvent avec des laques de nitrocellulose ou de polyester.

### Manche

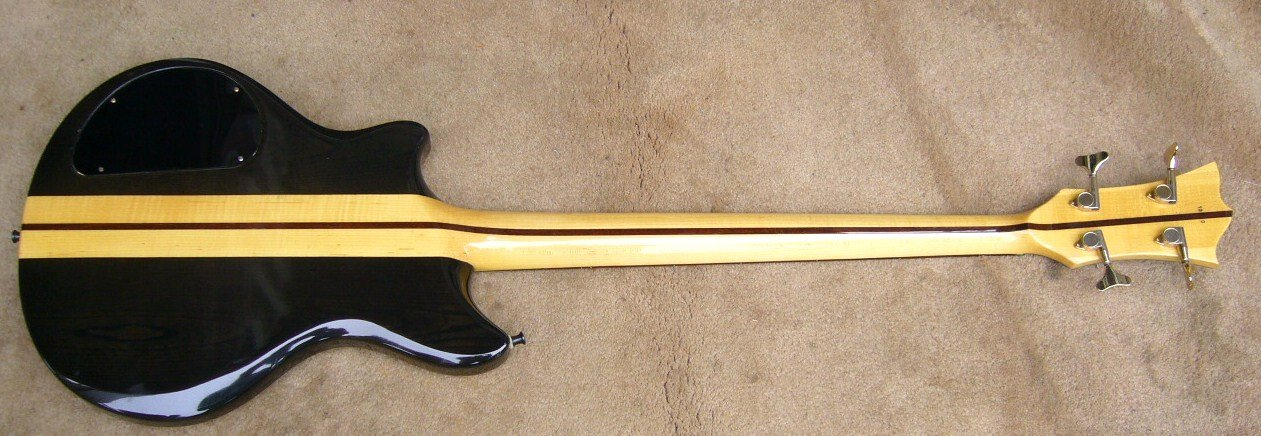
Exemple d'une basse avec un manche traversant (bois clair au milieu), sur lequel sont fixés les deux parties du corps. (Vue de l'arrière de l'instrument).

Le manche d'une basse est collé, vissé, ou bien traverse l'instrument. Le manche vissé, fixé par quatre à six vis sur le corps, offre l'avantage d'être facilement produit et réparable (puisqu'on peut l'enlever du corps). Les basses Fender, Music Man et G&L utilisent pour la plupart cette méthode. Les manches vissés sont souvent construits en érable, bois dur et stable.
Le manche collé offre davantage de sustain à l'instrument par rapport à un manche vissé, mais a le désavantage de ne pas pouvoir être retiré du corps pour un réglage ou une réparation. On le retrouve surtout sur les basses Gibson et PRS. Les manches collés sont souvent en acajou. Les manches vissés et collés sont placés dans une cavité creusée à l'intérieur du corps pour assurer une fixation solide.
Enfin, certaines basses ont un manche traversant, allant du chevalet jusqu'à la tête, et sur lequel sont collées les deux parties du corps. Ce design est inventé par Rickenbacker dans les années 1950, et les partisans de cette construction affirment qu'il fournit davantage de sustain et de clarté. Alembic, Spector et d'autres marques fabriquent des basses à manche traversant.
La longueur du manche, et plus précisément la longueur vibrante de la corde (diapason) a une importance majeure sur le son de l'instrument. La norme est un diapason de 34 pouces (864 mm), tel qu'inventé par Leo Fender. Les basses à diapason court (short scale) ont un diapason de 30 pouces (762 mm). Certains modèles ont un diapason plus long, notamment les basses à tessiture étendue (5 et 6 cordes), de 35 voire 36 pouces ; il existe aussi des basses multidiapason, plus rares.
Le profil du manche, c'est-à-dire la forme du dessous du manche, plus ou moins ronde, varie beaucoup selon les fabricants. Chaque profil offre une prise en main du manche différente. Un profil en C est assez rond, tandis qu'un profil en V a une forme davantage triangulaire. Le manche d'une basse doit posséder une légère courbure verticale pour permettre aux cordes de vibrer correctement. Cette courbure se règle la plupart du temps par une tige en métal, le truss rod, insérée dans le manche et dont une extrémité est réglable avec un tournevis.

### Touche

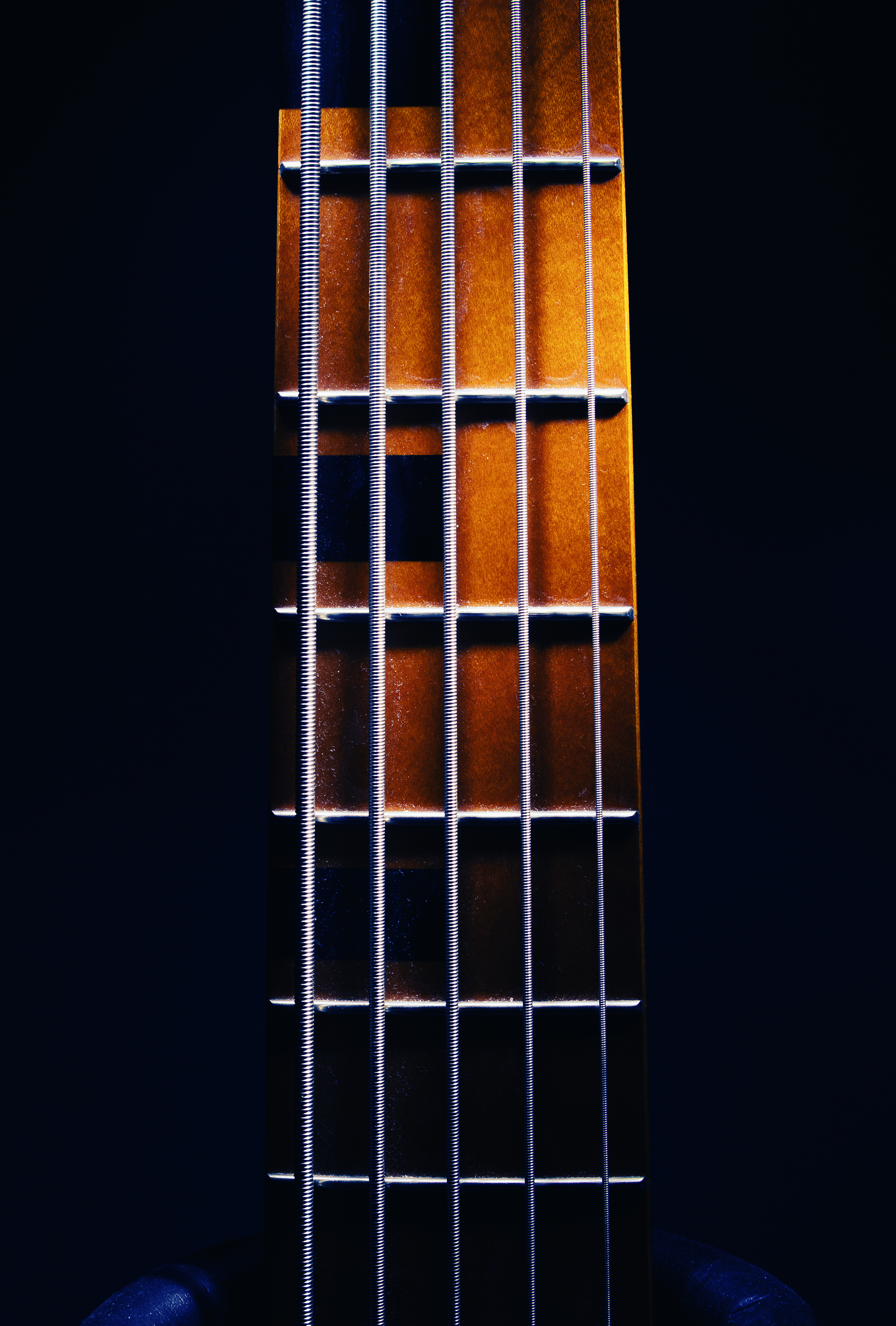
Touche d'une basse cinq cordes, sur laquelle se trouvent des frettes.

Le manche d'une basse est recouvert d'une touche, élément contre lequel les cordes sont pressées pour produire un son. Le palissandre et l'érable sont les deux principaux bois utilisés, ainsi que l'ébène. La touche peut être vernie pour la protéger. La touche n'est pas plate, mais possède un radius, c'est-à-dire une légère courbure, qui varie selon les modèles et les fabricants. Le radius est plus élevé (recourbé) sur les Fender, tandis que les basses modernes emploient généralement un radius plus plat, ce qui facilite un jeu technique.
Sur la touche sont insérées des frettes, des lames en métal sur lesquelles les cordes viennent toucher pour produire une note précise. La majorité des basses ont entre 19 et 21 frettes. Le développement de la basse dans un registre soliste a poussé certains fabricants à étendre les frettes jusqu'à 24, soit deux octaves par corde. Les frettes sont généralement dans un alliage de nickel et d'argent et il en existe de différentes épaisseurs. Dans les cas des basses fretless, la touche est dépourvue de frettes.

### Cordes

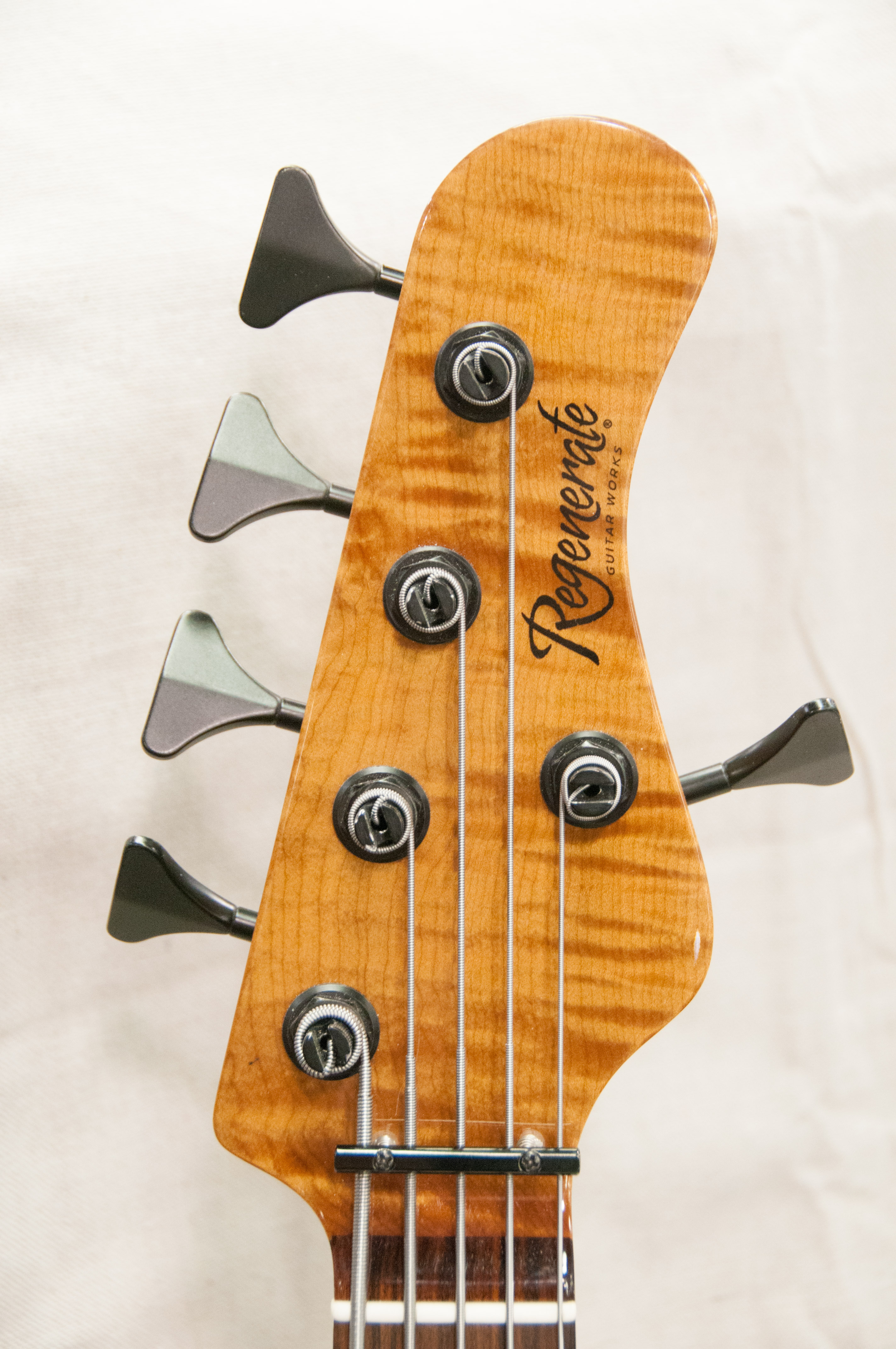
Tête d'une basse cinq cordes, avec les mécaniques et les cordes enroulées autour d'elles (en bas un guide corde en métal, et le sillet en plastique blanc).

Les cordes sont fixées au chevalet (parfois en traversant le corps) et, en bas du manche (après le sillet), par des mécaniques qui permettent de les accorder. Le ou les micros captent les vibrations des cordes, et un circuit électronique transmet le son via la prise jack, vers un amplificateur. Les cordes, en métal, peuvent être en filets ronds ou en filets plats.
Le chevalet est généralement réglable pour pouvoir ajuster précisément l'intonation de chaque corde. Les cordes passent à travers un sillet, situé en bout de manche. Historiquement fabriqués en os, les sillets sont fabriqués en laiton dans les années 1970, puis en graphite.

### Micros

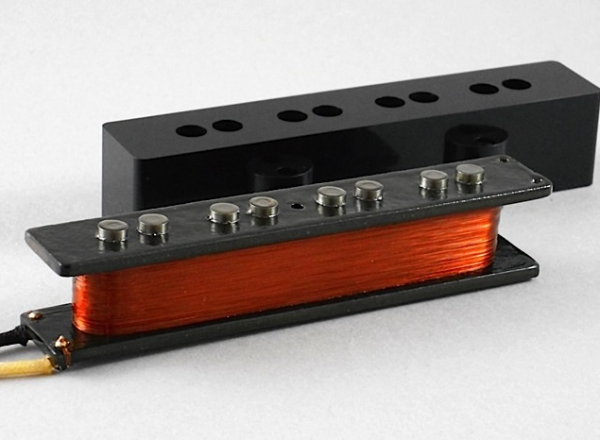
Un micro de Jazz Bass : la bobine de cuivre entourant les aimants, et le capot protecteur en plastique.

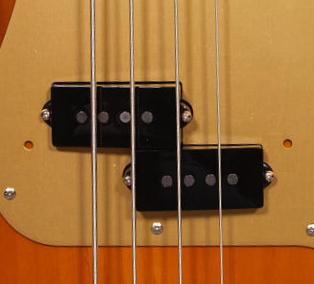
Micro Split coil de type Precision, avec deux bobines combinées.

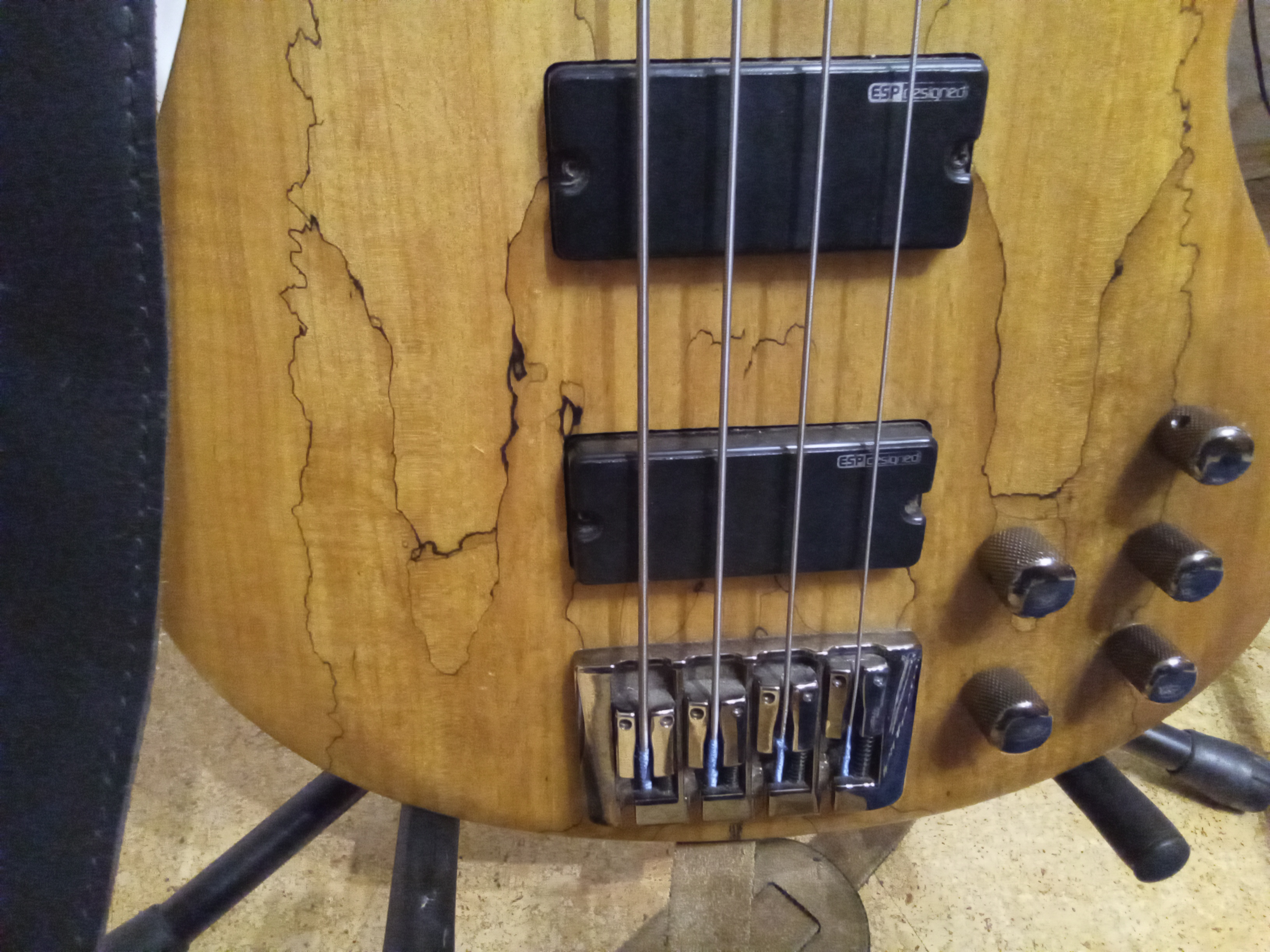
Micros à double bobinage sur une basse active ESP. À droite, cinq potentiomètres permettent de régler le volume et l'égalisation des fréquences.

La basse électrique est dotée d'un ou plusieurs capteurs, appelés micros, qui transforment la vibration des cordes en signal électrique. Les micros sont constitués d'un aimant entouré d'une bobine de fil de cuivre, et le mouvement des cordes métalliques fait varier le champ magnétique de l'aimant, générant une force électromotrice qui devient un signal audio transmis ensuite, par un câble, à l'amplificateur et au haut-parleur.
Plusieurs designs existent parmi les micros de basse. Le premier type est le micro simple ou single coil, constitué d'une seule bobine. De par sa conception, un micro simple est sensible aux interférences électromagnétiques (particulièrement celles des appareils qui fonctionnent avec le courant alternatif à 50 ou 60 Hz), créant généralement un bourdonnement sourd ou « ronflette ». Pour pallier cela, il est possible de combiner deux bobines ensemble, dont la polarité des aimants est inversée : de cette manière, le son des parasites s'annule tandis que le son musical des cordes est renforcé. La première manière de combiner deux bobines est le micro split coil inventé par Leo Fender sur la Precision Bass en 1957 : le micro est séparé en deux parties (chacune avec une bobine), une pour les cordes de Mi et La, et l'autre pour celles de Ré et Sol. Les deux bobines sont reliées en série. Le son ainsi obtenu du micro de la precision est clair et perçant, et se retrouve dans de nombreux enregistrements de rock, soul et blues. La Jazz Bass emploie deux micros simples (un près du chevalet et l'autre près du manche), avec deux pôles par corde afin de bien capter toute l'amplitude de la vibration de la corde. Utilisés ensemble, ils réduisent les parasites et fournissent un son plus brillant et moins agressif que celui de la Precision, ce qui les rend populaires en funk, fusion et blues. Ces deux designs sont devenus des standards sur de nombreuses basses, surnommés en anglais « P-style pickup » et « J-style pickup », en français « micro (de type) precision » et « micro (de type) jazz bass ». Enfin, le troisième design de micro est le humbucker ou micro double, inventé par Seth Lover chez Gibson : le micro est composé de deux bobines à la polarité inversée pour éliminer les interférences. D'abord employé sur les guitares électriques Les Paul, le humbucker est ensuite utilisé à la basse, par exemple sur la Music Man Stingray. Il fournit un son puissant et moins aigu que celui d'un micro simple.
Le positionnement du micro (plus ou moins près du chevalet) a une influence majeure sur le son : près du chevalet, le son est aigu et dur, tandis que près du manche, le son devient beaucoup plus ample et rond, chargé en basses. La combinaison des deux est notamment employée sur les Jazz Bass, avec un potentiomètre pour régler le mélange entre chaque micro.

### Potentiomètres et contrôles
Avant que le signal audio ne sorte via la prise jack, il passe par un ou plusieurs potentiomètres (au fonctionnement linéaire ou logarithmique). Sur les basses dites passives, le micro est relié directement à deux potentiomètres : le volume et la tonalité (qui est un filtre passe-bas, qui diminue plus ou moins les aigus). S'il y a deux micros, on peut aussi trouver un réglage de mélange entre les deux ; chaque micro peut également être doté de son propre volume.
Sur les basses dites actives, un préamplificateur (souvent doté d'une égalisation) est inséré avant la sortie jack. Il existe aussi des micros actifs qui, tout comme les préamplificateurs, nécessitent une ou deux piles 9V pour fonctionner. À l'inverse du contrôle de tonalité passif, les égaliseurs actifs permettent de diminuer ou d'augmenter une fréquence précise (basses, médiums, aigus...). Le circuit des basses actives s'allume lorsqu'un câble jack est inséré dans l'entrée jack : pour préserver la durée de vie de la pile, il faut alors retirer le jack après utilisation de l'instrument.

### Évolutions techniques
Certaines évolutions de la basse portent sur le nombre de cordes, le diapason, ou encore l'absence de frettes (basse fretless). Le nombre de cordes peut passer à 5, 6, 7, 8, 9, 12 voire plus : on parle alors de basse à tessiture étendue (ERB). Les évolutions de la guitare basse sont souvent dérivées de celles que connaît la guitare électrique à 6 cordes. À l'inverse, certaines améliorations d'abord appliquées à la guitare basse ont ensuite été reportées sur la guitare électrique. L'ajout d’une corne supérieure sur la Precision Bass pour résoudre le problème d’équilibre de l’instrument en position debout, a par exemple inspiré le design de la Fender Stratocaster. La basse acoustique est une basse avec un corps en bois creux, à l'instar d'une guitare acoustique.

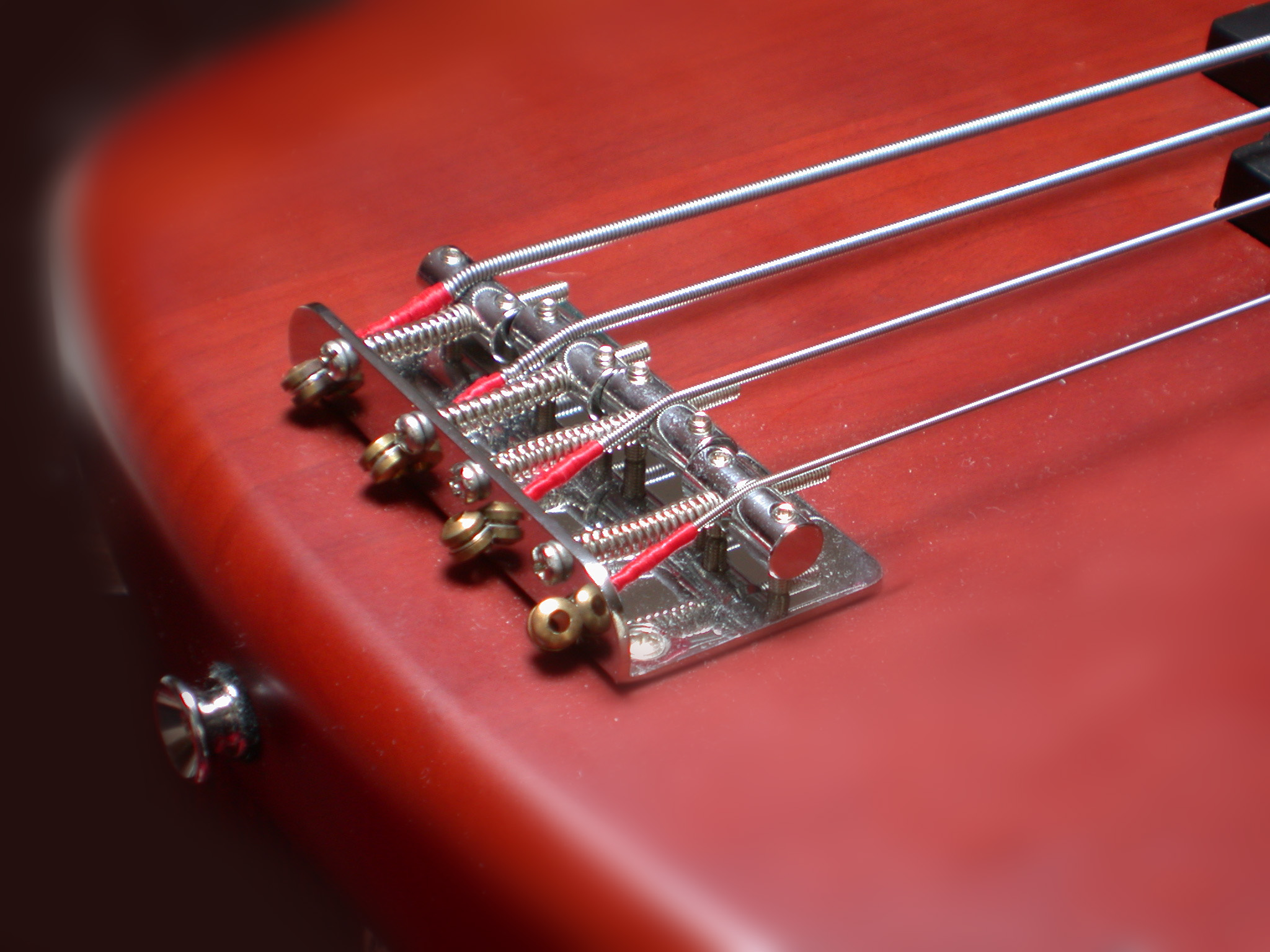
Chevalet d'une basse Yamaha (ici, les cordes ne traversent pas le corps). Les vis permettent de régler l'intonation de l'instrument.
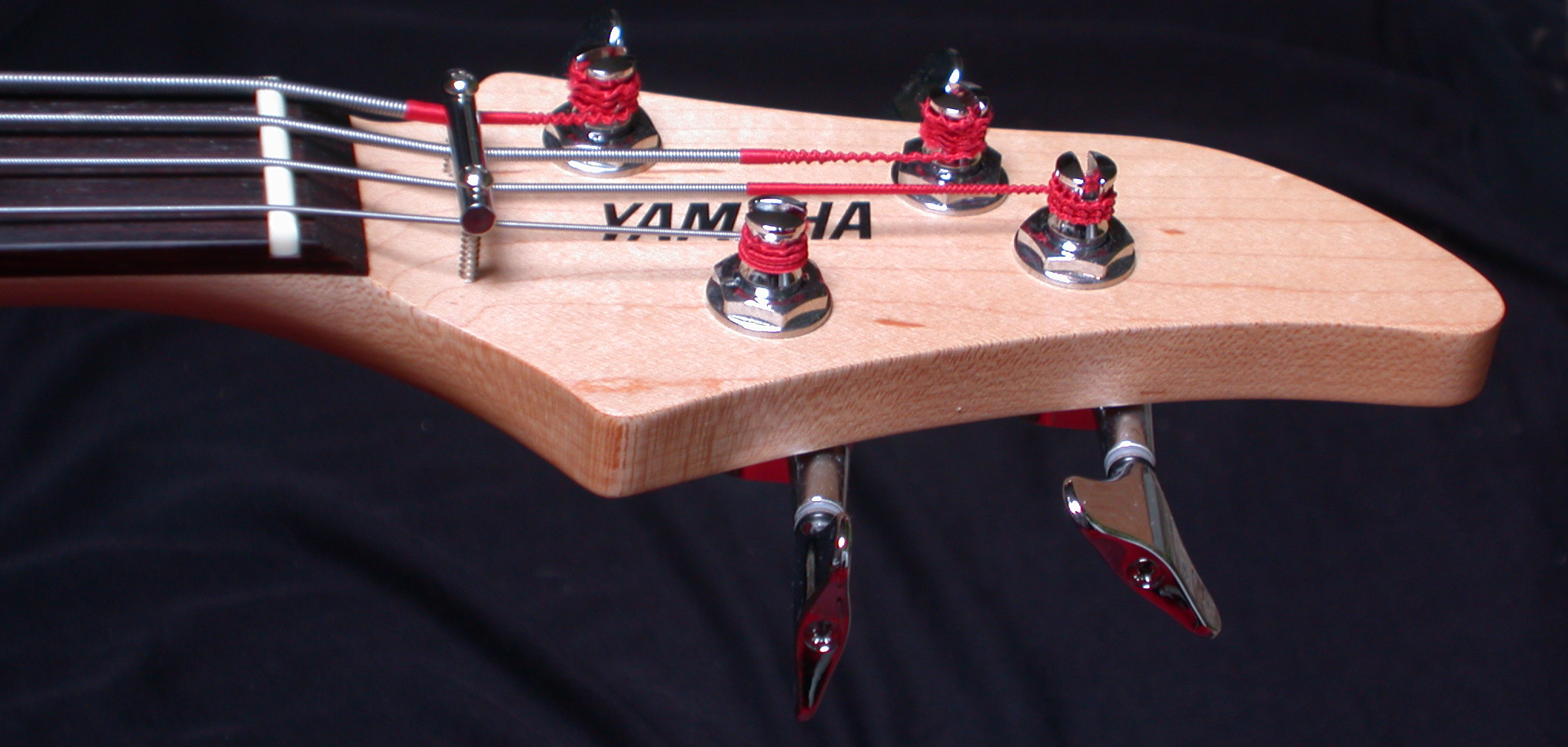
Tête d'une basse Yamaha, avec le sillet (en blanc), un guide-corde, les quatre mécaniques et le logo de la marque.
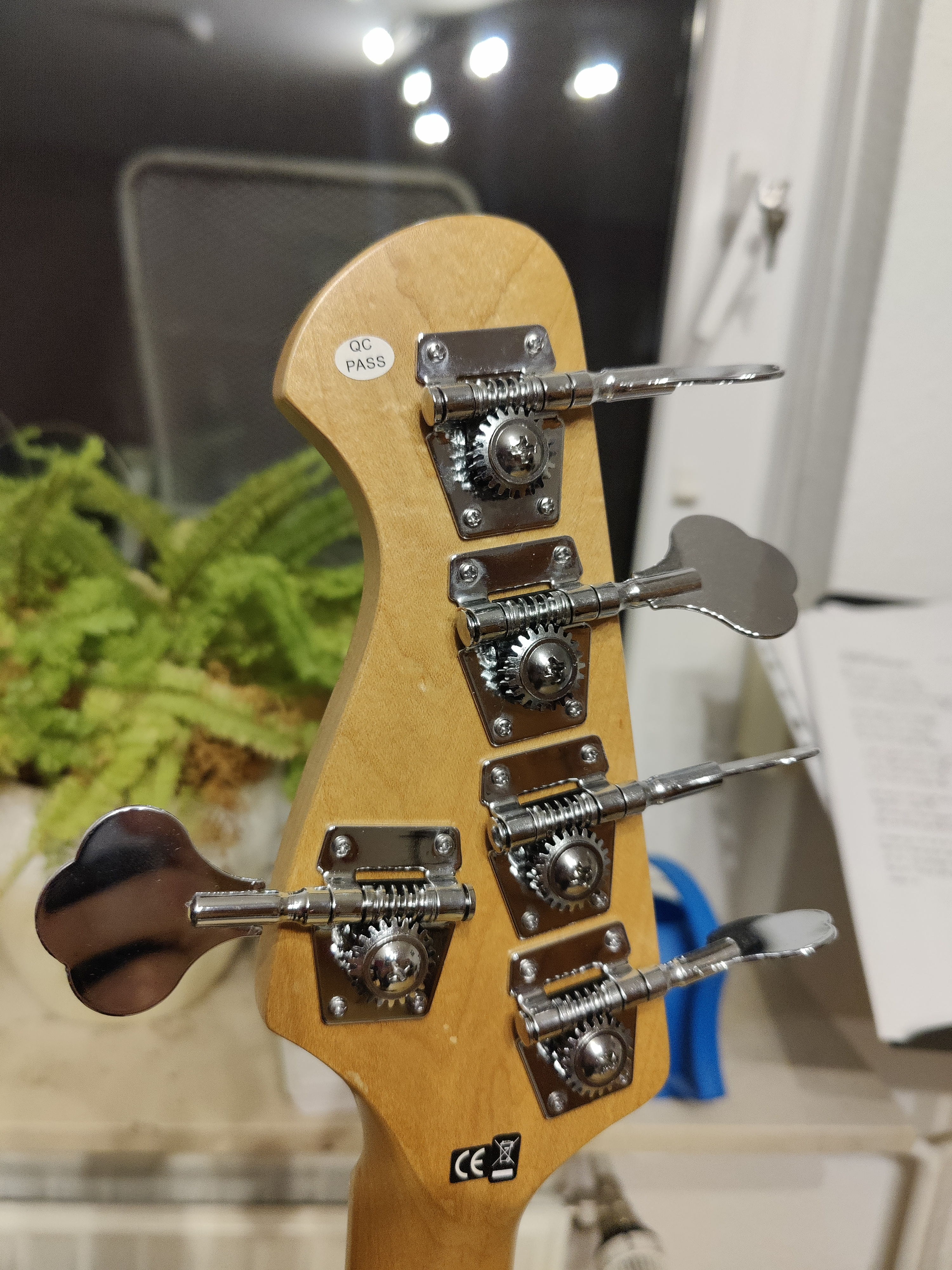
Arrière de la tête d'une basse à 5 cordes, où sont fixées les mécaniques.
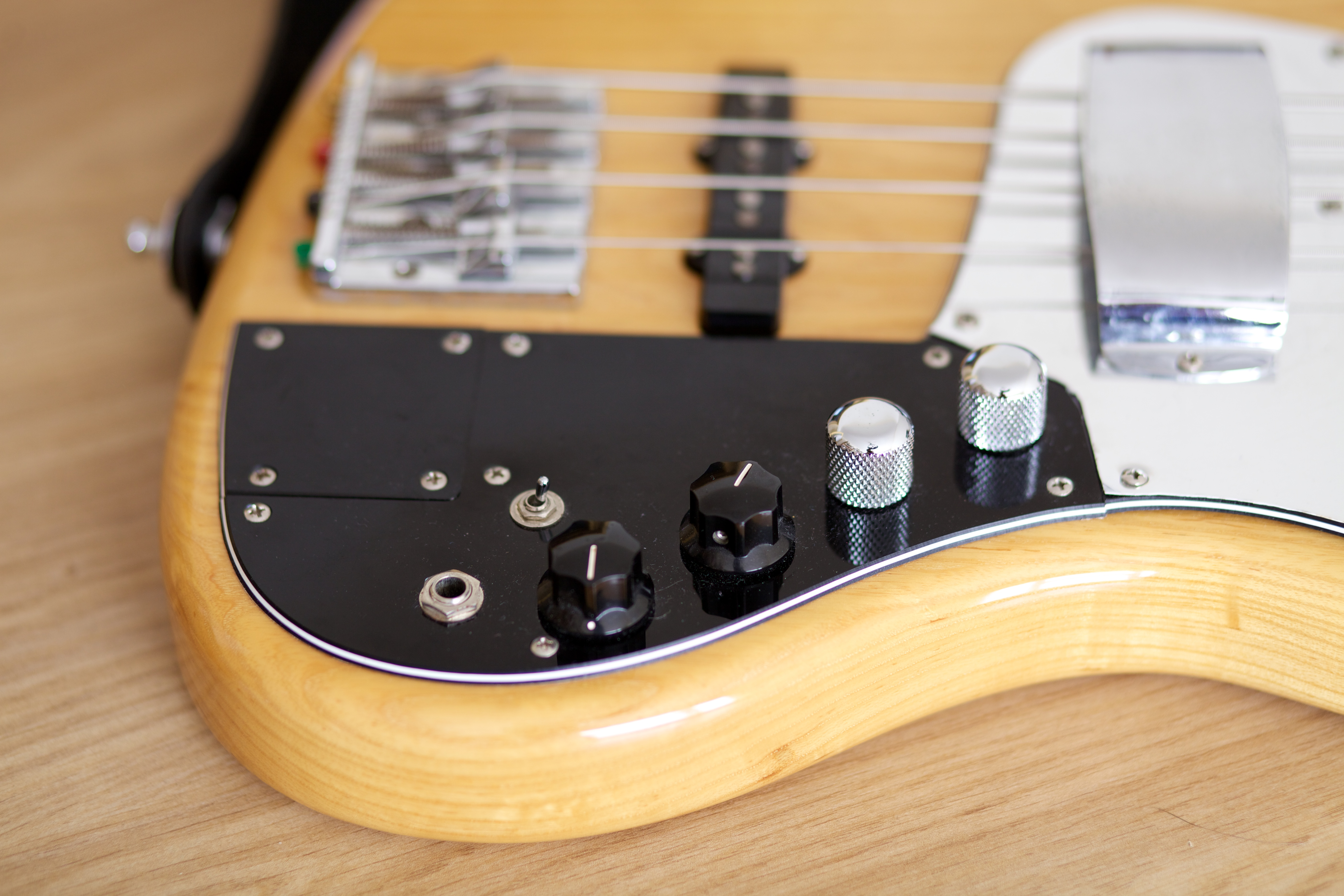
Prise jack (en bas à gauche) et potentiomètres sur une Fender Jazz Bass signature Marcus Miller. Un capot est également présent sur le micro manche, pour pouvoir y poser la main droite.
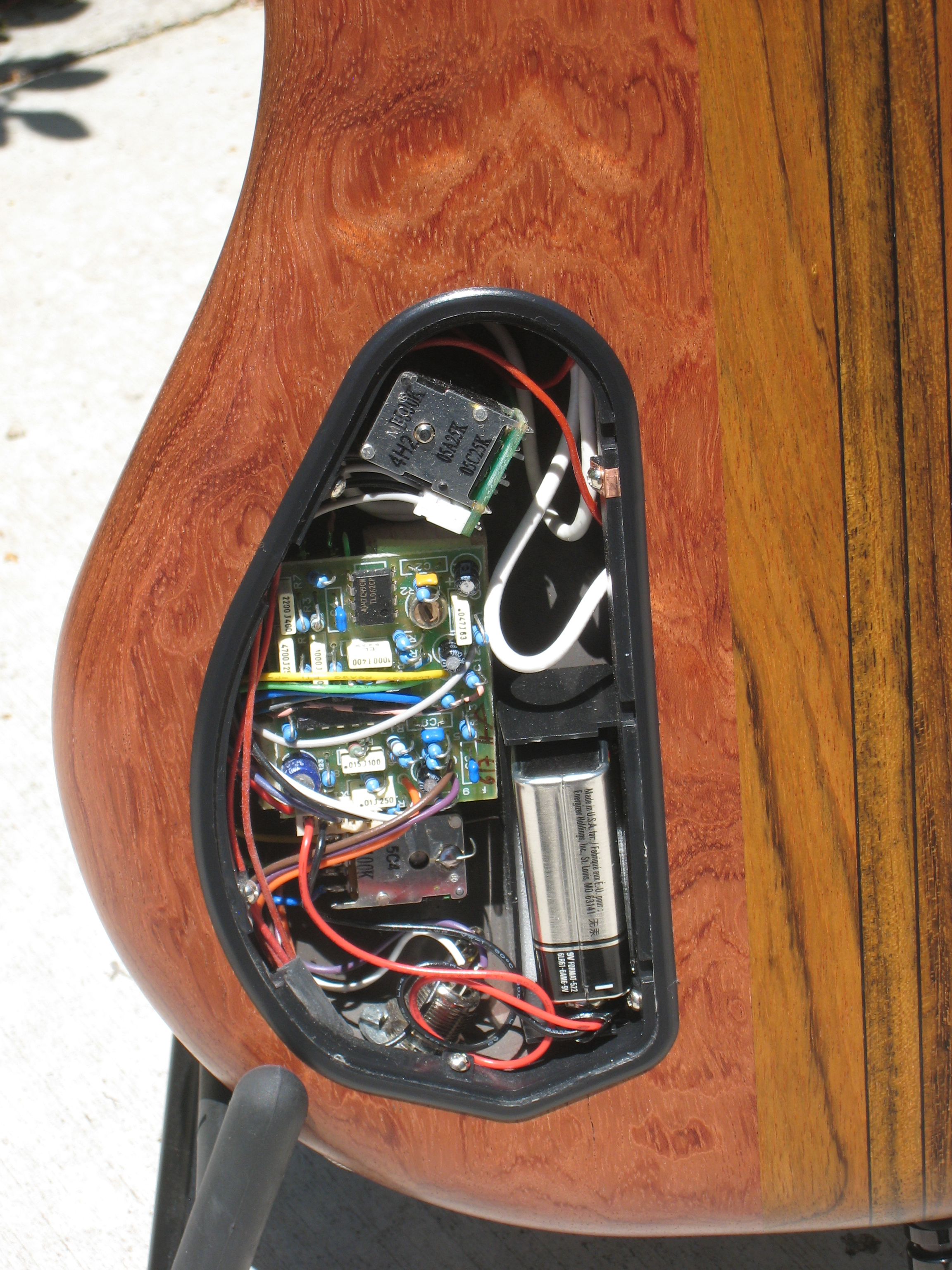
Intérieur d'une basse active Warwick Thumb, avec un circuit d'égalisation, alimenté par une pile 9V.
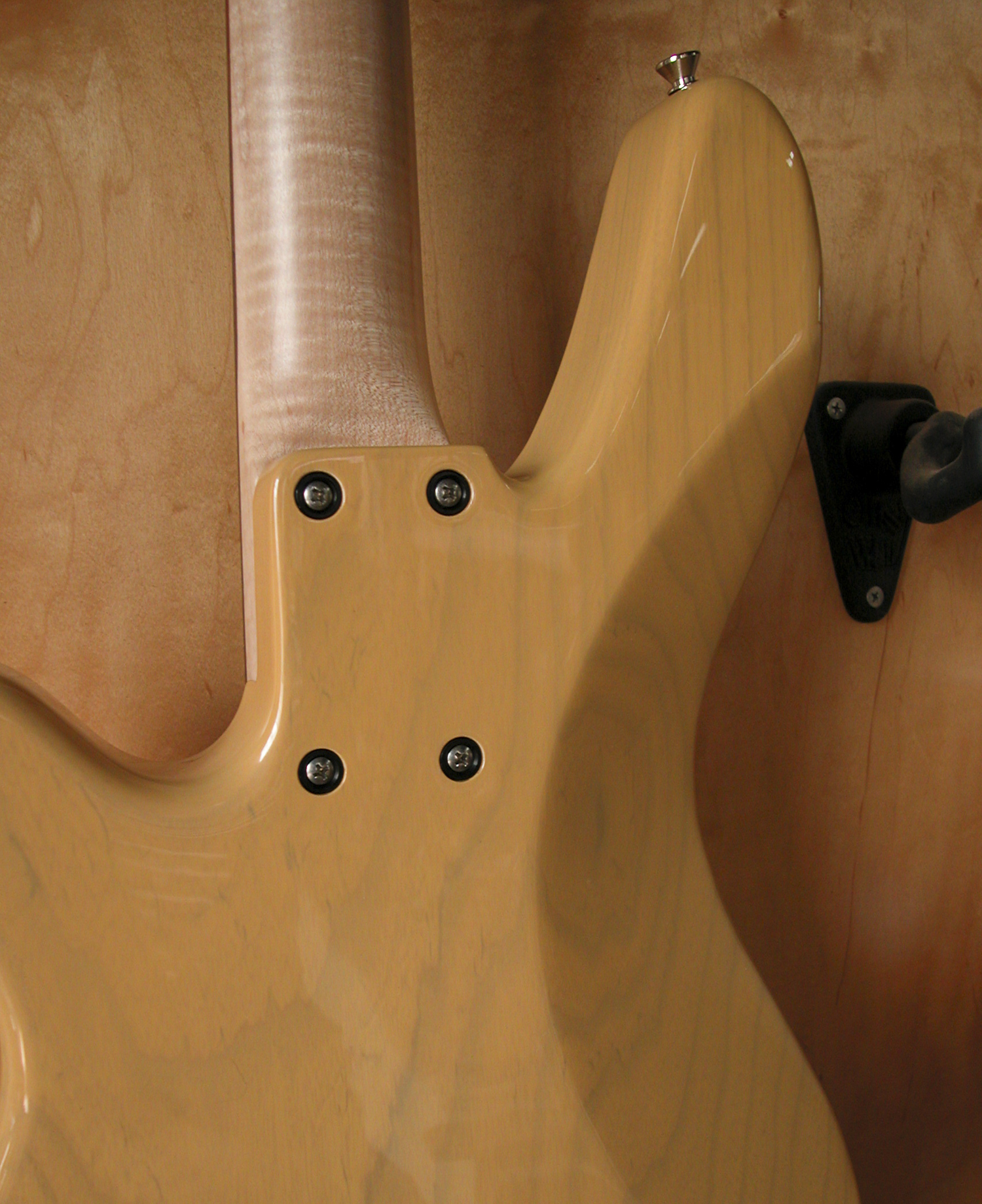
Fixation du manche par quatre vis sur cette basse Rob Allen.
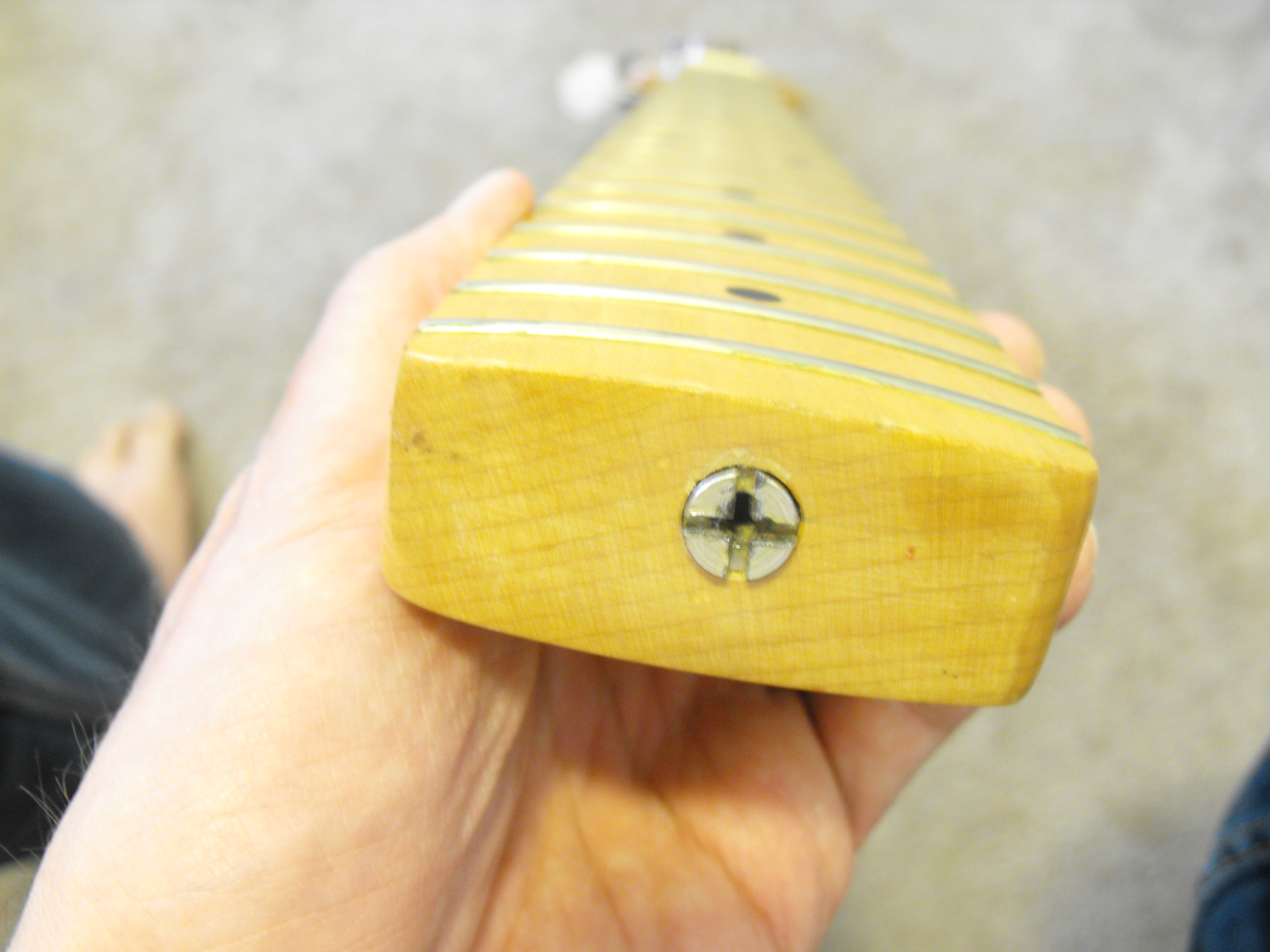
Manche d'une basse Fender Precision. La vis au milieu est le truss rod, qui permet de régler la courbure du manche.
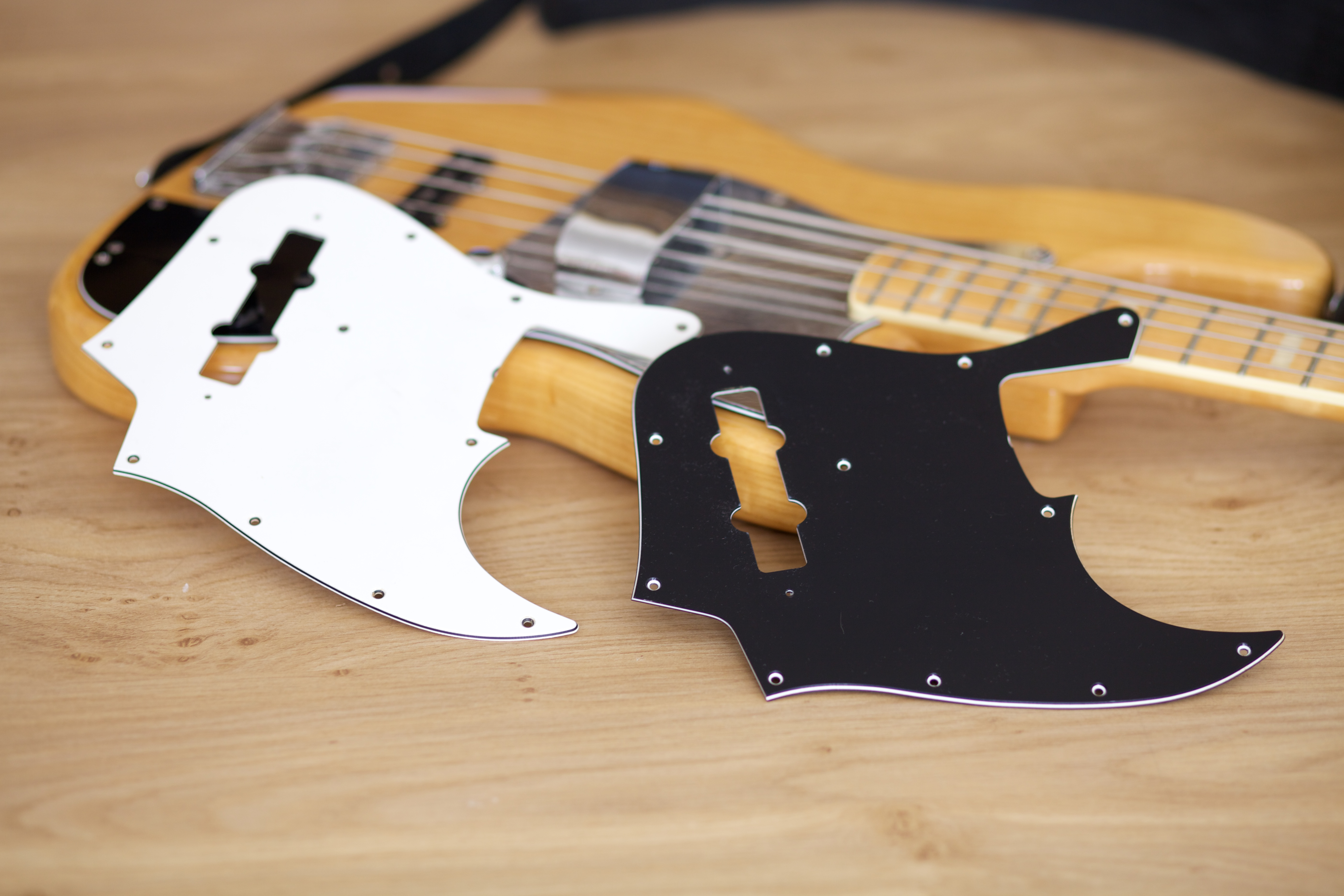
Deux pickguards (l'un blanc, l'autre noir) d'une Jazz Bass Marcus Miller. Ils contiennent une découpe pour laisser passer le micro manche.
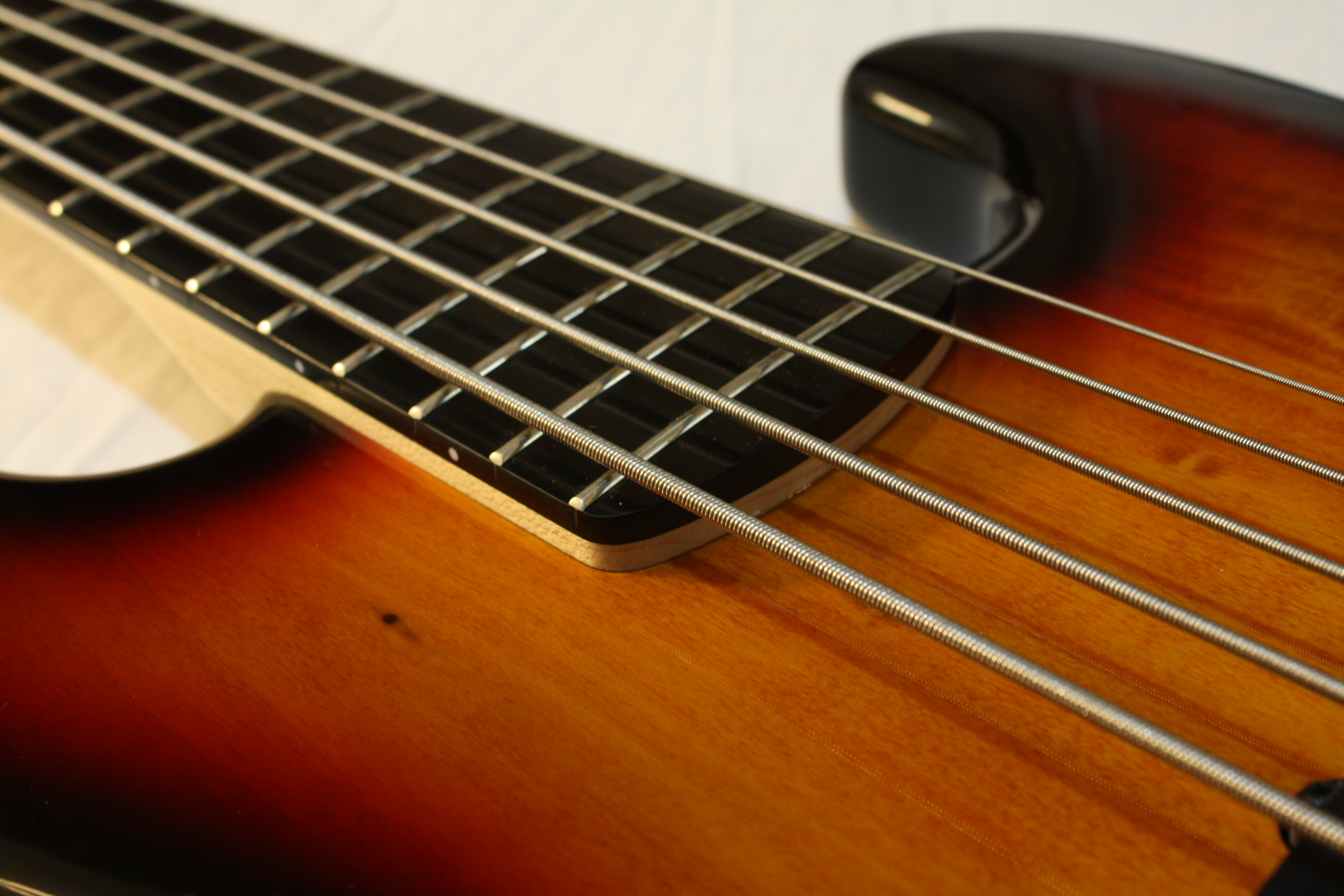
Basse à 5 cordes à filets ronds (jonction entre le corps et le manche).
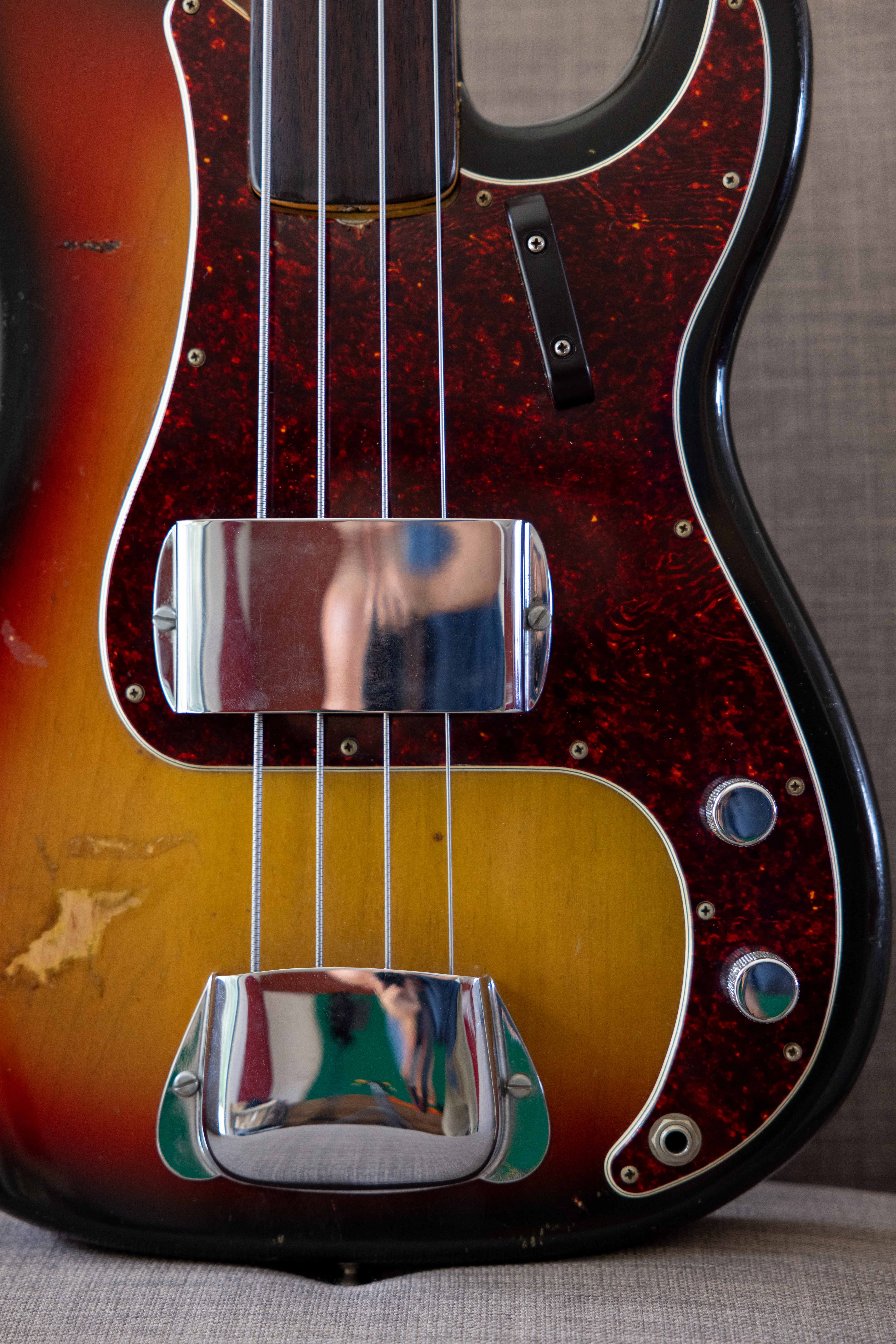
Détail d'une Precision Bass de 1972, avec le repose doigts en bas des cordes et le capot en métal au-dessus du micro pour y poser la main et jouer avec le pouce.
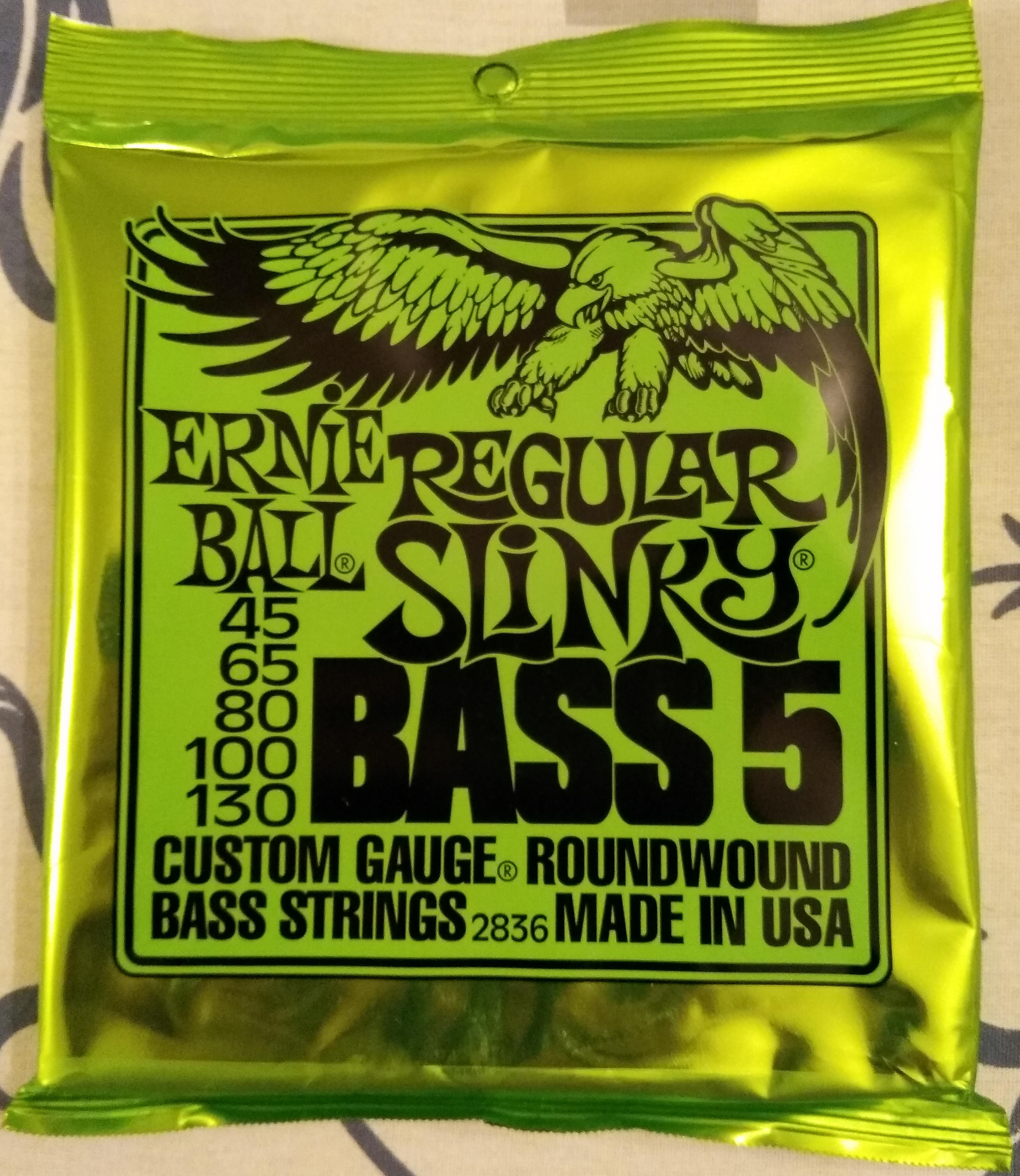
Jeux de cordes pour basse 5 cordes d'Ernie Ball.

Une basse se transporte généralement dans une housse, souple ou rigide.

## Accord
La guitare basse est généralement accordée Mi La Ré Sol : une octave plus grave qu'une guitare et de la même manière qu'une contrebasse, c’est-à-dire en quartes. Les fréquences fondamentales de chaque corde à vide sont les suivantes lorsque la note de référence est le la3 440 Hz :
1. mi0 (ou E), (41,20 Hz)[14] ;
2. la0 (ou A), (55,00 Hz) ;
3. ré1 (ou D), (73,42 Hz) ;
4. sol1 (ou G), (98,00 Hz).

Lorsqu'une note est jouée sur une corde de basse, en plus de la fréquence fondamentale, plusieurs harmoniques résonnent.
La note la plus aigüe obtenue est généralement un sol4 à 392 Hz.
On peut aussi accorder une basse 4 cordes en Drop D, c'est-à-dire ré, la, ré, sol (ou DADG ; la corde la plus grave normalement accordée en mi est accordée en ré) ; en partant de la corde la plus grave à la plus aiguës. Cet accordage est particulièrement utilisé dans le rock et le metal.
L'accord de la basse à cinq cordes est généralement si-1, mi, la, ré, sol (BEADG ; ajout d'une corde grave,) ou bien, moins fréquemment, mi, la, ré, sol, do2 (EADGC ; ajout d'une corde aiguë). Les basses à six cordes sont accordées en si-1, mi, la, ré, sol, do2 (BEADGC ; ajout d'une corde grave et d'une corde aigüe), ou, dans les styles nécessitant une tessiture dans les graves plus étendue, en fa#-1, si-1, mi, la, ré, sol.
Les basses à 7 cordes s'accordent en si-1, mi, la, ré, sol, do2, fa2 (BEADGCF ; ajout d'une corde grave et de deux cordes aiguës). Les basses à huit cordes possèdent généralement quatre chœurs (paires de cordes accordées à l'octave) ou dans un cas plus rares ont huit cordes séparées accordées fréquemment en fa dièse-1, si-1, mi, la, ré, sol, do2, fa2 (F#BEADGCF ; ajout de 2 cordes graves et de deux cordes aiguës). Les basses 9 cordes, extrêmement rares, ont un accord en fa dièse-1, si-1, mi, la, ré, sol, do2, fa2, si bémol2 (F#BEADGCFBb ; ajout de deux cordes graves et de trois cordes aiguës). Les rares modèles à 12 cordes ont soit six chœurs, soit quatre groupes de trois cordes formant chacun un accord de quinte (dans ce dernier cas, la corde la plus aiguë du chœur est semblable à une corde de guitare). Les basses à 24 cordes, encore plus rares, sont semblables aux basse 8 cordes (séparées) mais avec les cordes triplées (donc huit groupes de trois cordes accordés en F#BEADGCF).[réf. nécessaire]
Les basses trois cordes sont souvent accordées en mi0, la0, ré1 (EAD ; suppression de la corde de sol, la plus aiguë).[réf. nécessaire]

## Rôle en musique

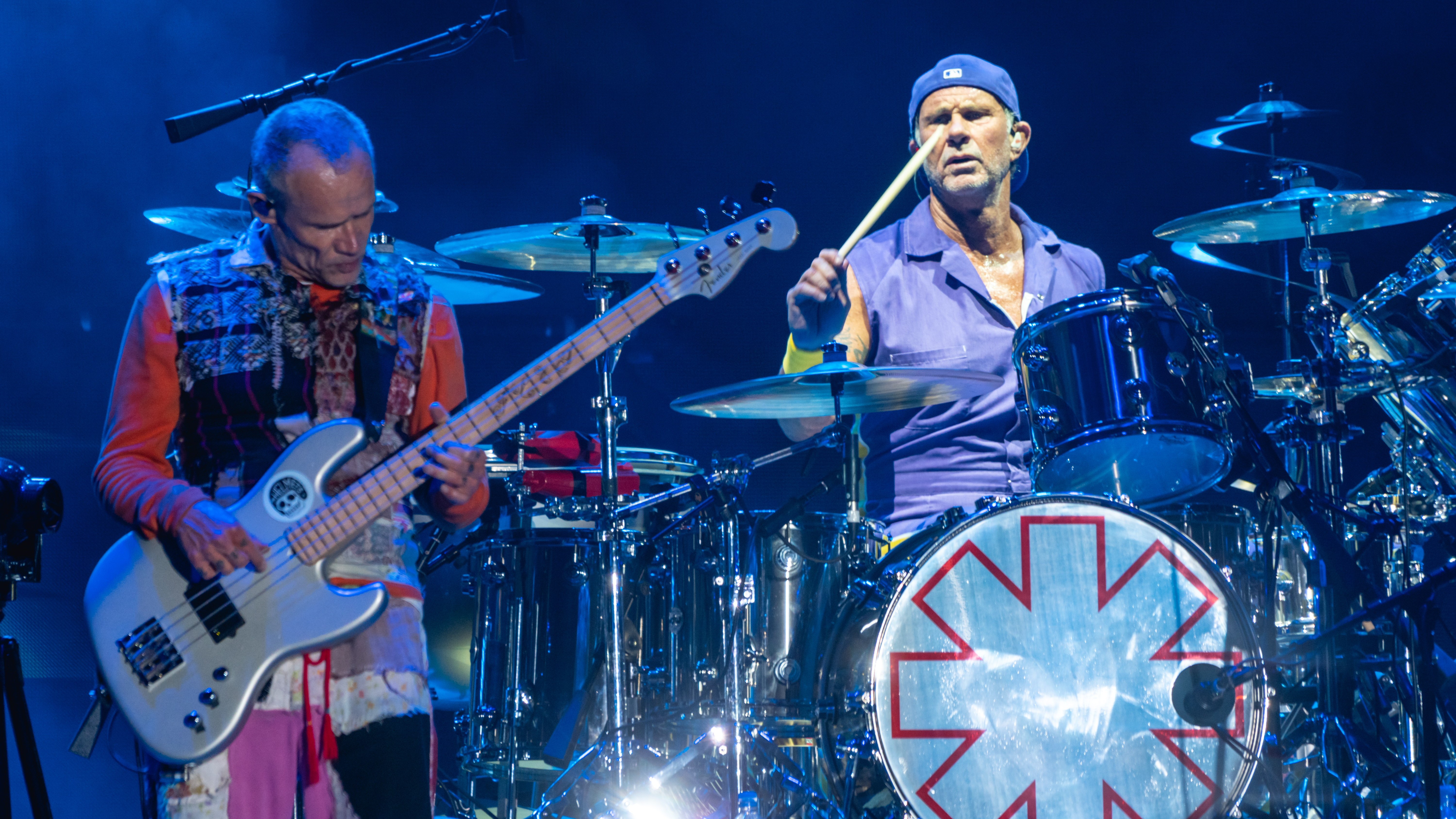
Flea (gauche) et Chad Smith (droite) forment la section rythmique des Red Hot Chili Peppers (2019).

La basse, par son accompagnement dans les fréquences graves, est considérée comme le « pilier » de la section rythmique d'un groupe en complément de la batterie. L'oreille humaine perçoit en effet mieux les pulsations rythmiques dans les basses fréquences.

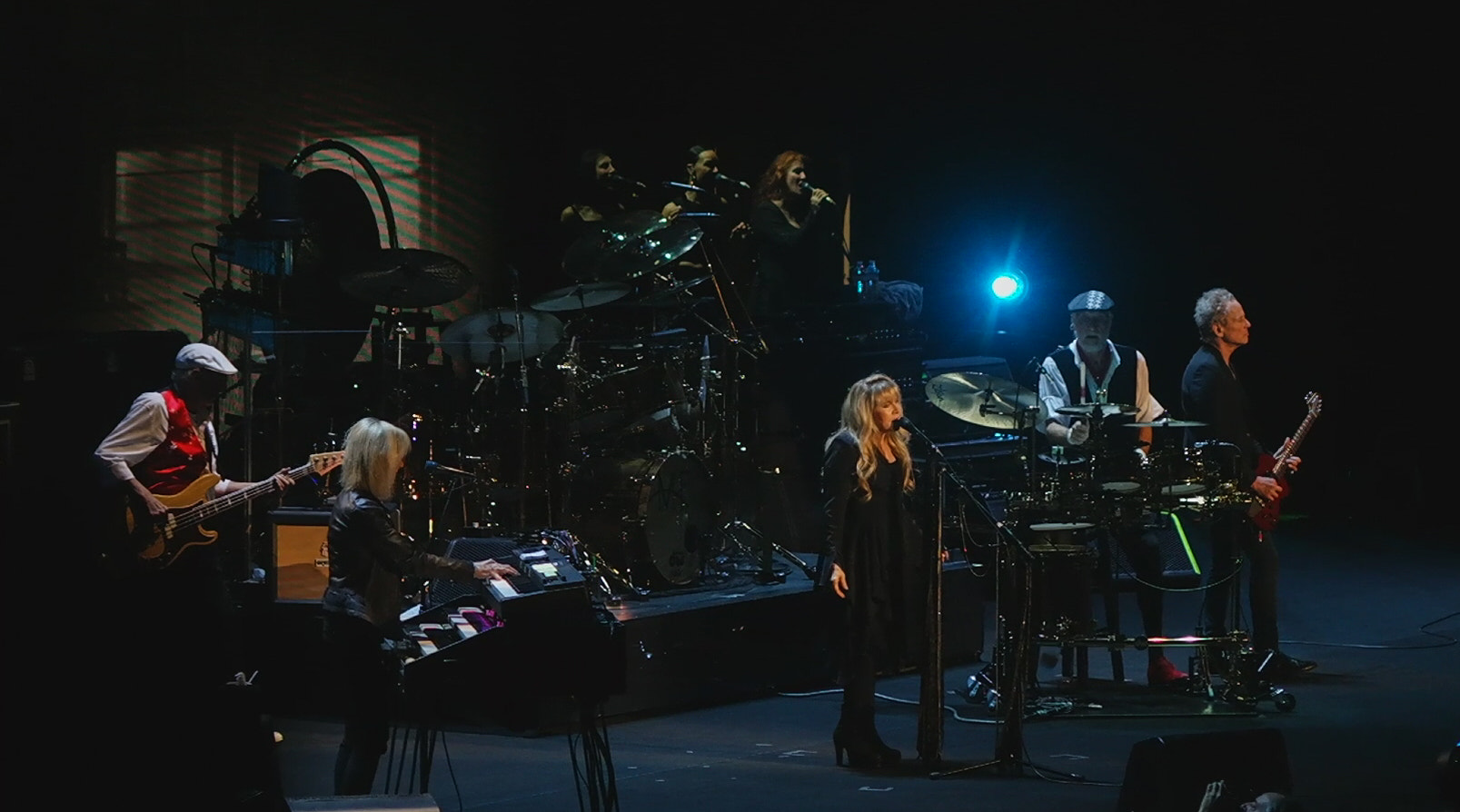
John McVie, bassiste de Fleetwood Mac, installé au fond de la scène près de la batterie (2014). Le chant et les instruments solistes sont à l'avant.

La basse joue un rôle à la fois rythmique (création d'un groove) et harmonique, en soutenant les autres instruments qui jouent des accords ou des mélodies,.

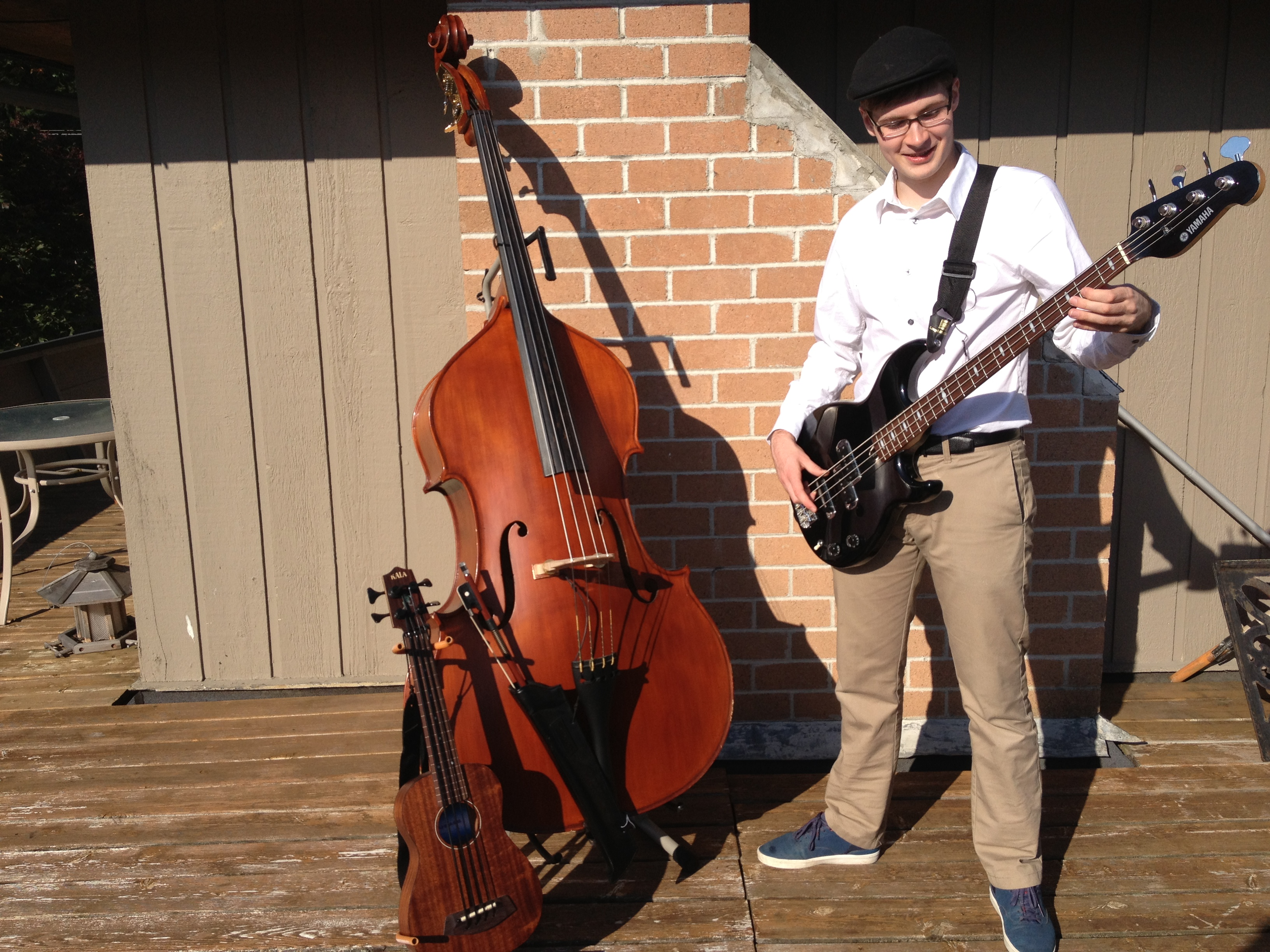
Comparaison de la taille d'une contrebasse (au milieu), d'une guitare basse (à droite) et d'un ukulélé basse (en bas à gauche).

## Histoire
La première guitare basse est commercialisée en 1933 par Paul Tutmarc, mais le premier modèle produit en masse est la Precision Bass de Fender en 1951-1952. En dehors de la contrebasse, il n'existait jusqu'alors que quelques instruments à corde traditionnels dans cette tessiture comme le guitarrón mexicain, la balalaika russe dans ses versions basse et contrebasse, et dans certains pays africains ou arabes, comme la contrebassine ou le guembri.
La basse est conçue, tout comme la guitare électrique, pour pallier le manque de puissance des instruments acoustiques utilisés dans la musique country, le rock 'n' roll, ou le jazz mais aussi pour s'affranchir de la contrainte de l'encombrement de la contrebasse.

### Prototypes (années 1930)

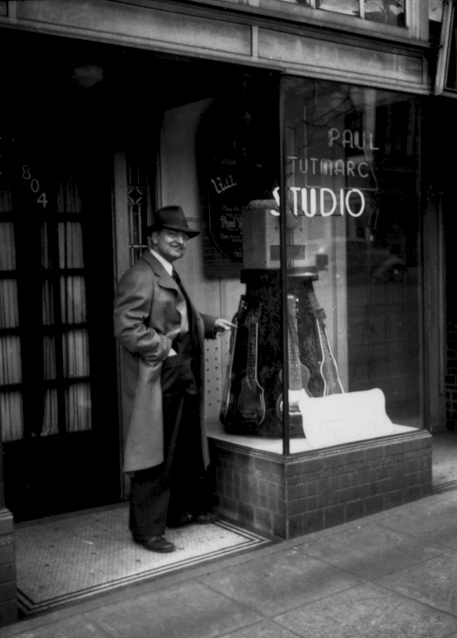
Paul Tutmarc est le premier à fabriquer une basse électrique dans les années 1930, mais l'instrument ne connaît pas de succès.

En 1933, l'inventeur américain Paul Tutmarc (en) crée une première basse électrique ayant la forme et la taille d'un violoncelle au corps plein. Insatisfait par la taille de l'instrument, il en fabrique une deuxième inspirée des guitares électriques, frettée et conçue pour être utilisée à l'horizontale. En 1935, Audiovox (nl), le catalogue commercial de la société de Tutmarc propose le « Model #736 Electric Bass Fiddle », à quatre cordes, le corps plein et un manche fretté d'une longueur de 77,5 cm. De par son design proche de celui d'une guitare, l'instrument est plus simple à tenir et l'apposition de frettes sur le manche rend la basse plus accessible, en facilitant la justesse de jeu. Cet instrument, joué par sa femme Lorraine Tutmarc, est vendu dans la région du nord-ouest des États-Unis, mais son modèle ne suscite pas d'engouement particulier et tombe dans l'oubli. D'autres musiciens américains expérimentent de leur côté en construisant leur propre basse électrique à la fin des années 1930, comme les deux « all-electric bands » (orchestres entièrement électriques) à New-York de Tom Cracraft et Buddy Wagner.
Dans les années 1940, on compte quelques exemples de musiciens (comme Howard Rumsey) utilisant les premières basses (ou contrebasses) électriques, telles que la Electric Bass viol d'Electro String Company,. Ces instruments sont joués avec les premiers amplificateurs créés pour les sonoriser. Rumsey en utilise un en studio avec Stan Kenton au début des années 1940. Néanmoins, la Seconde Guerre mondiale interrompt ces expérimentations, le gouvernement américain interdisant aux luthiers d'intégrer plus de 10% de « matériaux critiques » comme le fer, le cuivre, l'aluminium ou le nickel. En conséquence, les instruments qui sont fabriqués dans les années 1940 doivent utiliser le moins de métaux possibles ; de plus, beaucoup d'entreprises musicales changent leur production pour répondre à la demande industrielle militaire.
À la même époque, les fabricants de guitares Gibson et Rickenbacker s'intéressent au développement d'une contrebasse électrique, sans que l'idée aboutisse.

### Fender

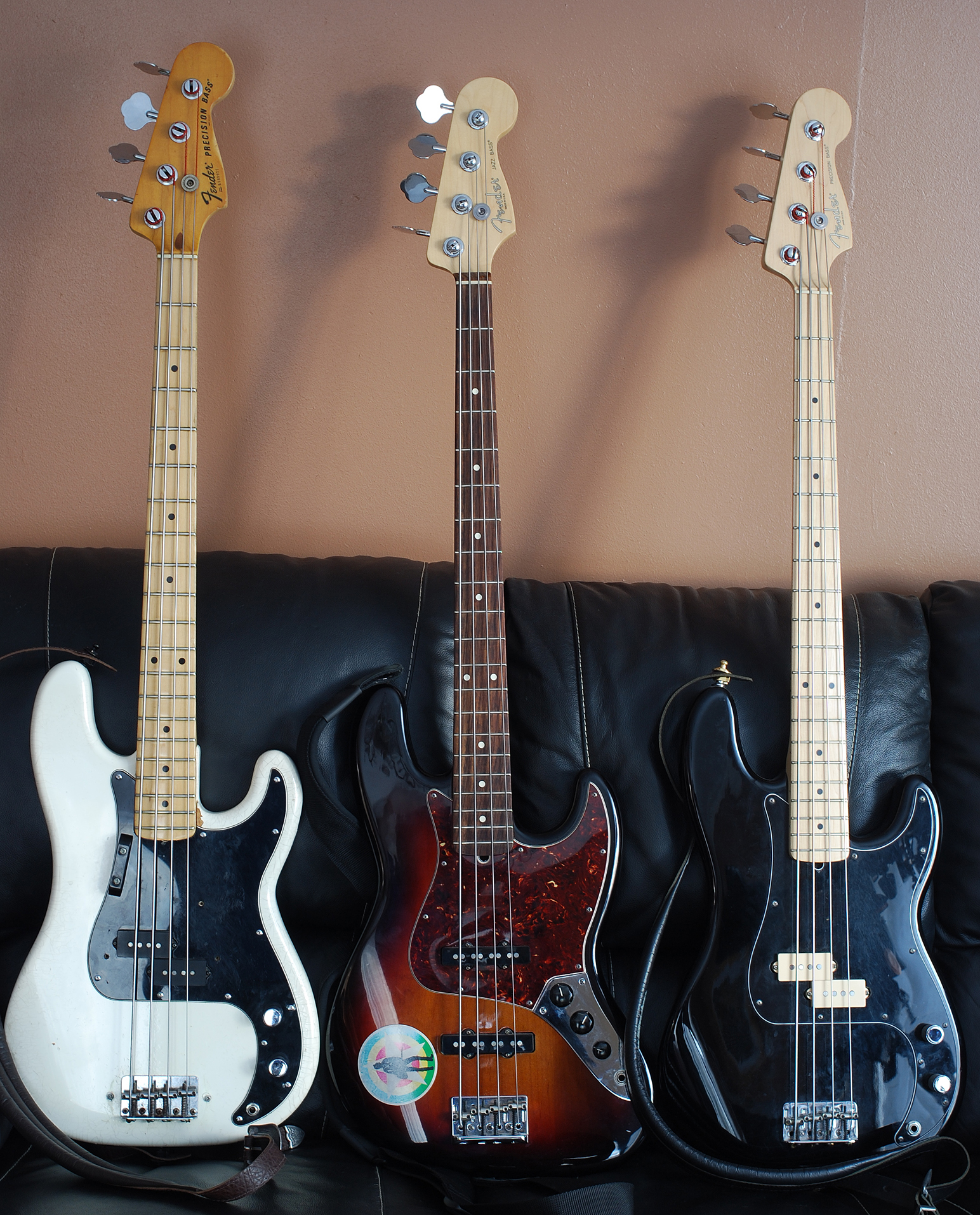
Deux Precision Bass autour d'une jazz bass de Fender.

En 1951, Leo Fender sort la première basse électrique commercialisée, la Precision Bass. Le terme « précision » insiste sur la présence de frettes, facilitant la justesse des notes par rapport à la contrebasse. Sa particularité est d'avoir un seul micro recouvert d'un capot chromé, centré entre le départ du manche et le chevalet, ce qui donne un son grave, profond et bien rond. Son diapason est de 34 pouces, plus qu'une guitare électrique mais moins qu'une contrebasse. Le design de la Precision s'inspire de la Telecaster : tête du manche, plaque de fixation du manche au corps, potentiomètres, truss rod... Son manche est en érable et compte 20 frettes. Les débuts de la fabrication sont compliqués, car aucune pièce détachée (mécanique, cordes, etc) n'est disponible. Cet instrument s'adresse à la fois aux contrebassistes et aux guitaristes. La Precision est accompagnée de son amplificateur, le Fender Bassman (en), et présentée au NAMM Show de 1952, où elle est accueillie avec méfiance par l'industrie musicale. Sana stratégie marketing bien définie, Fender part dans les clubs de New York et Los Angeles pour présenter aux musicien cette nouvelle basse, ce qui contribue à la rendre peu à peu populaire dans de nombreux genres de musique. Le premier contrebassiste sponsorisé  par Fender est John Willie Henry ; en 1954, la Precision Bass apparaît à la télévision dans une émission de Liberace.
Plusieurs éléments clés favorisent la popularité de la Precision Bass : c'est un instrument léger, facile à transporter, et qui peut produire un fort volume avec un amplificateur (et donc être entendu sur scène) contrairement à la contrebasse. En une dizaine d'années, la Precision remplace peu à peu les contrebasses et s'impose comme instrument de référence.
La Precision Bass devient petit à petit un modèle de référence dans la musique populaire, très utilisé en musique soul.
La basse électrique débarque en Europe avec les orchestres de jazz américains, notamment celui de Lionel Hampton, dans lequel joue le bassiste William Montgomery. Malgré quelques critiques venant de contrebassistes, l'instrument rencontre un bon succès. Les critiques de l'instrument (qui sonne, selon certains, comme « plink plonk »), reflète aussi la peur des contrebassistes de perdre leur travail en étant remplacés par des guitaristes : la basse électrique est en effet facile à prendre en main, avec sa forme et ses frettes semblables à une guitare. C'est d'ailleurs un argument marketing utilisé par certaines marques comme Kay, concurrent de Fender.
La première Precision utilisée en Europe est celle de Jet Harris, premier bassiste du groupe The Shadows. James Jamerson, bassiste très réputé de la Motown, fait également partie des bassistes célèbres jouant sur Precision (celui-ci est notamment réputé pour n'utiliser que son index parmi les doigts de sa main droite dans son jeu).

Suite aux retours des musiciens, le design de la Precision est revu en 1954 puis en 1957, avec un nouveau micro split coil, une tête se rapprochant de la Stratocaster, un pickguard d'une seule pièce. En 1963, le manche en érable est augmenté d'une touche en palissandre.

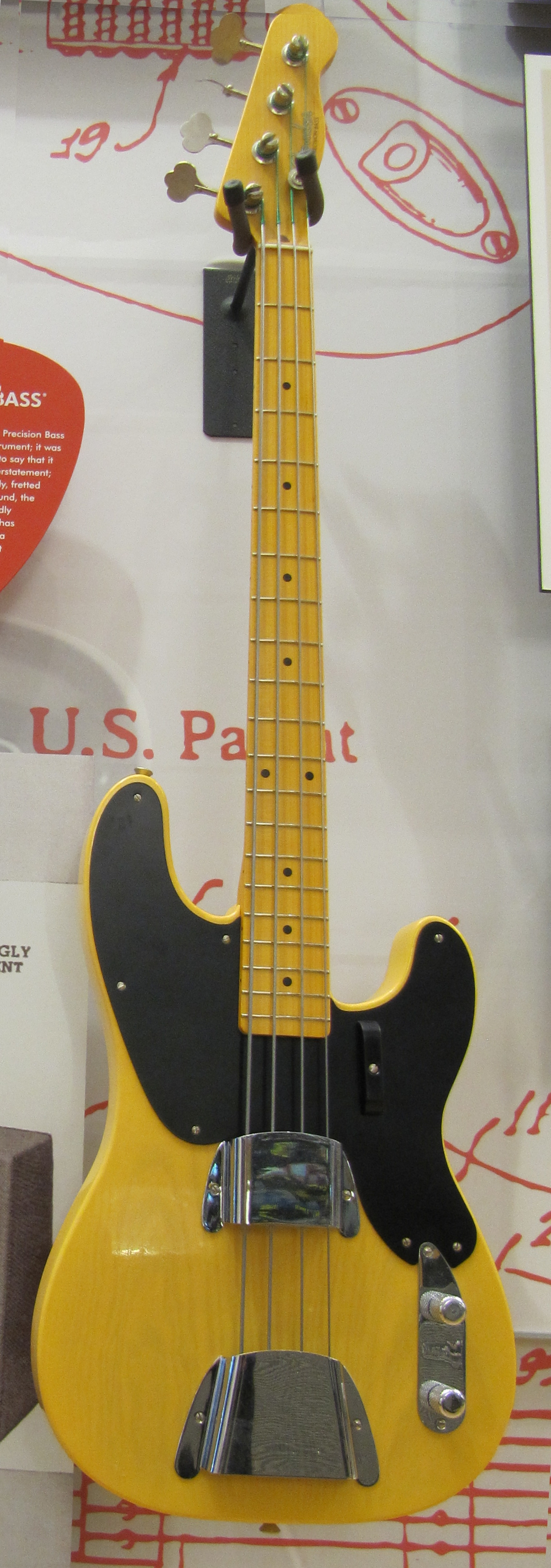
Precision Bass de 1951.
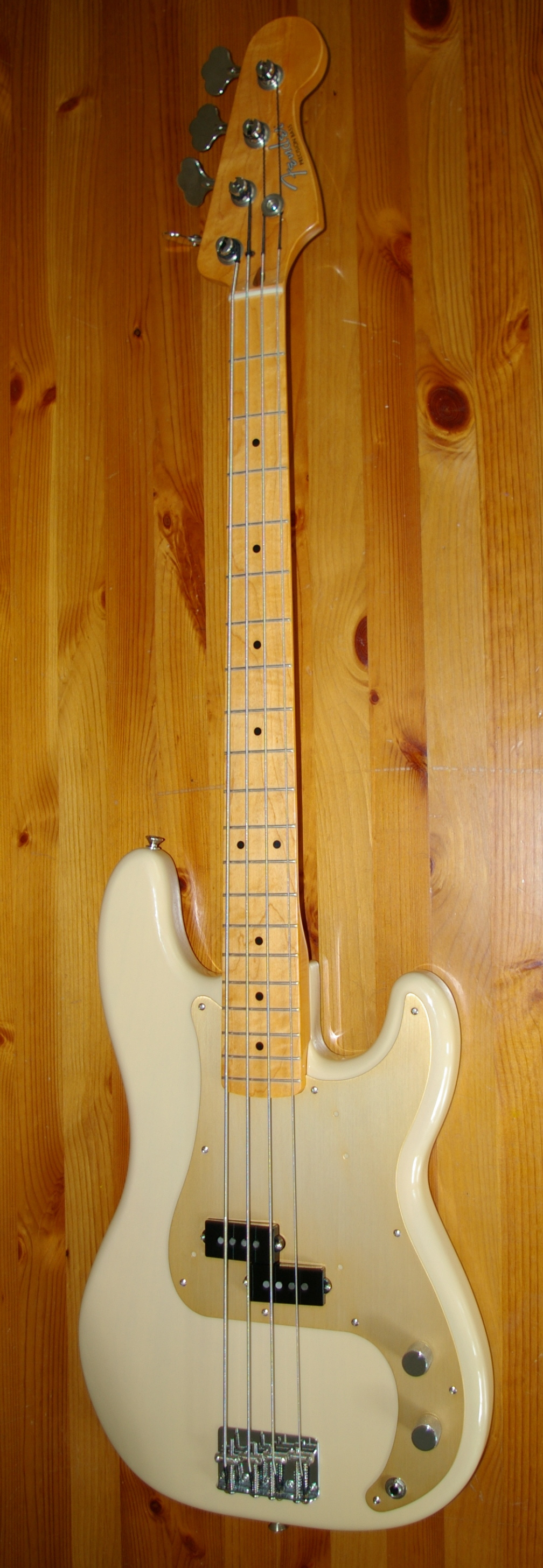
Precision Bass de 1957, avec un nouveau design.
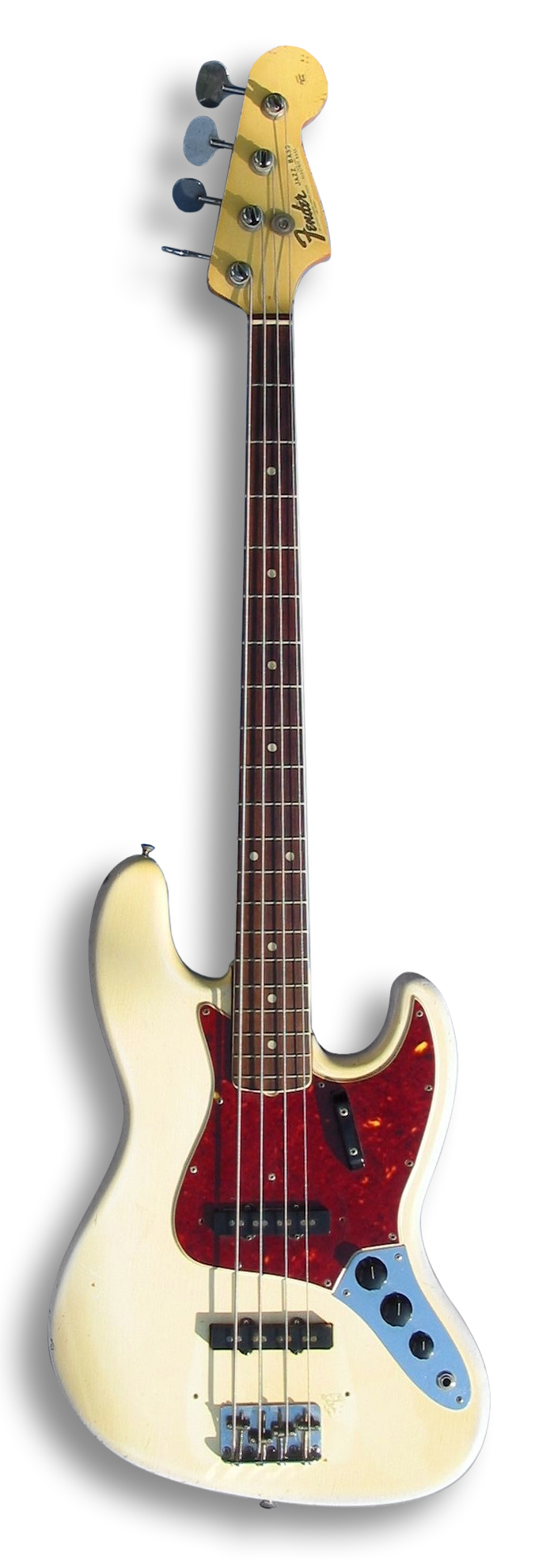
Fender Jazz Bass.

En 1960 sort le nouveau modèle de Fender, la Jazz Bass, qui a deux micros « simple bobinage », un manche plus fin que la Precision, et une forme différente. Sa particularité concerne le fait d'avoir deux micros, l'un près du chevalet qui donne un son médium très précis et assez dur avec beaucoup d'attaque et l'autre près du départ du manche et qui donne un son très grave et moins précis. À l'instar de la Stratocaster, cette basse offre une palette de son plus large, notamment en sélectionnant les deux micros ensemble ou l'un séparément. Elle est largement utilisée par les bassistes de jazz-rock ou de funk-jazz, tels que Tina Weymouth, Marcus Miller ou Jaco Pastorius.[réf. nécessaire]
Afin de varier la gamme sonore sans avoir besoin de changer d'instrument durant les morceaux, la Precision est ensuite dotée d'un second micro placé près du chevalet (usuellement un micro simple bobinage de type Jazz Bass ou un pavé « humbucker » double bobinage ou un second micro « split-coil » Precision Bass), parfois même d'un manche Jazz Bass au profil aminci. Cette option est proposée à partir du milieu des années 1960 et demeure très populaire au début des années 1980.[réf. nécessaire]

### Gibson
En 1953, Gibson crée la Gibson electric bass EB-1, un modèle solid-body munie d'un diapason court (30 1/2 pouces) avec un corps en forme d'un violon. L'idée est de se rapprocher de la forme d'une contrebasse et d'éviter l'association avec une guitare.
- 1959-1961 : La EB-0 reprenant les contours de la Les Paul Spécial munie d'un diapason court (30 1/2 pouces) et d'un micro unique.
- 1958-1962 : La EB-2 avec un diapason court, un micro unique et une lutherie empruntée à la ES-335.
- 1961 : EB-3 avec un diapason long, aux formes de la Gibson SG et équipées de micros « humbucker ».
- Lors de l’introduction des guitares « Modernistique » un modèle Explorer bass est proposé au catalogue Gibson.

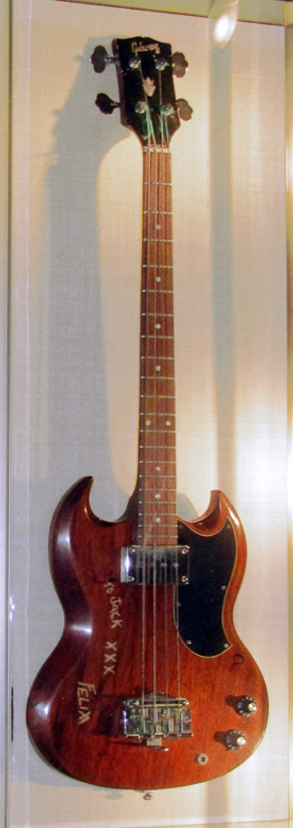
Gibson EB-0.
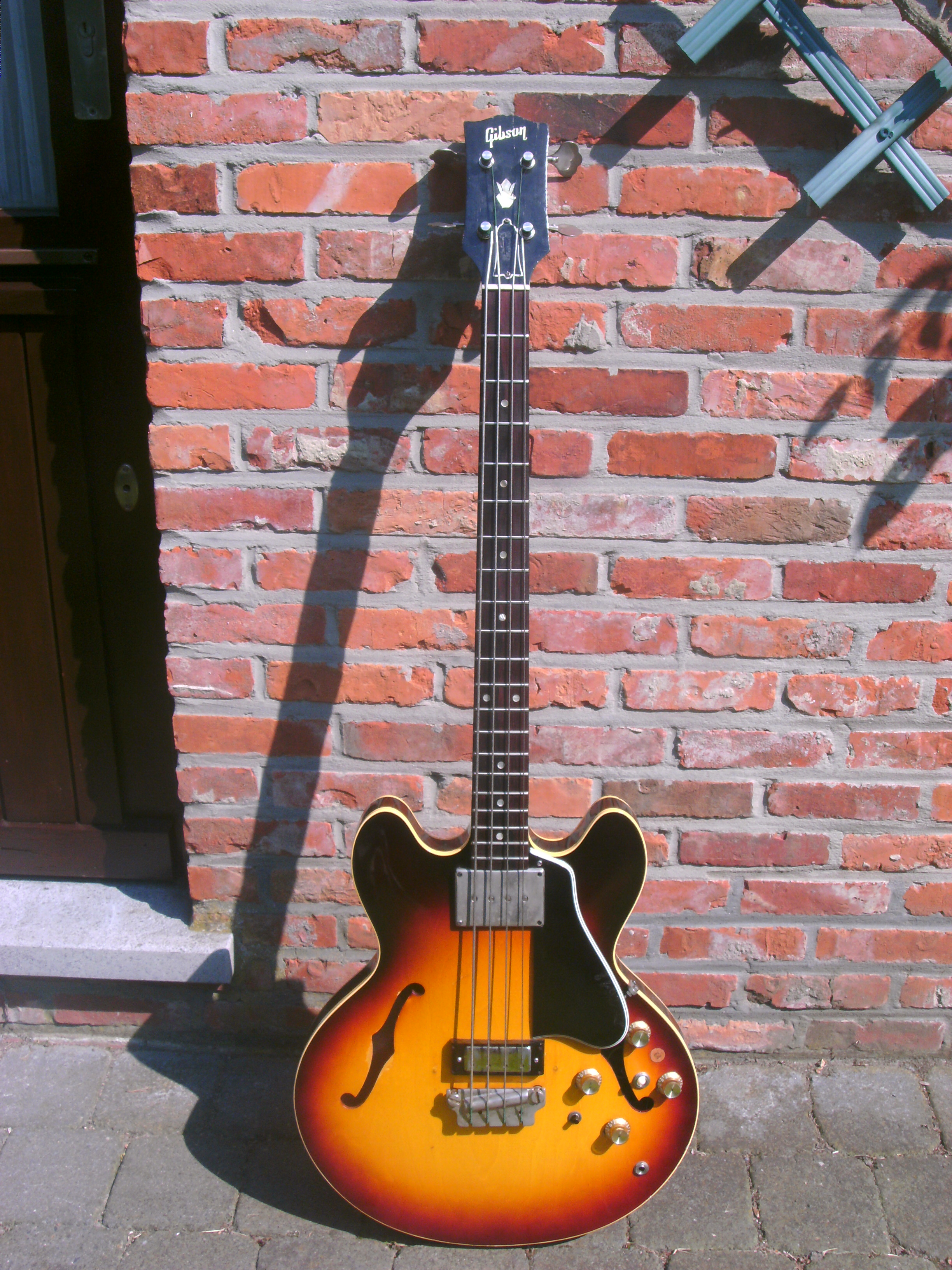
Gibson EB-2 de 1964.
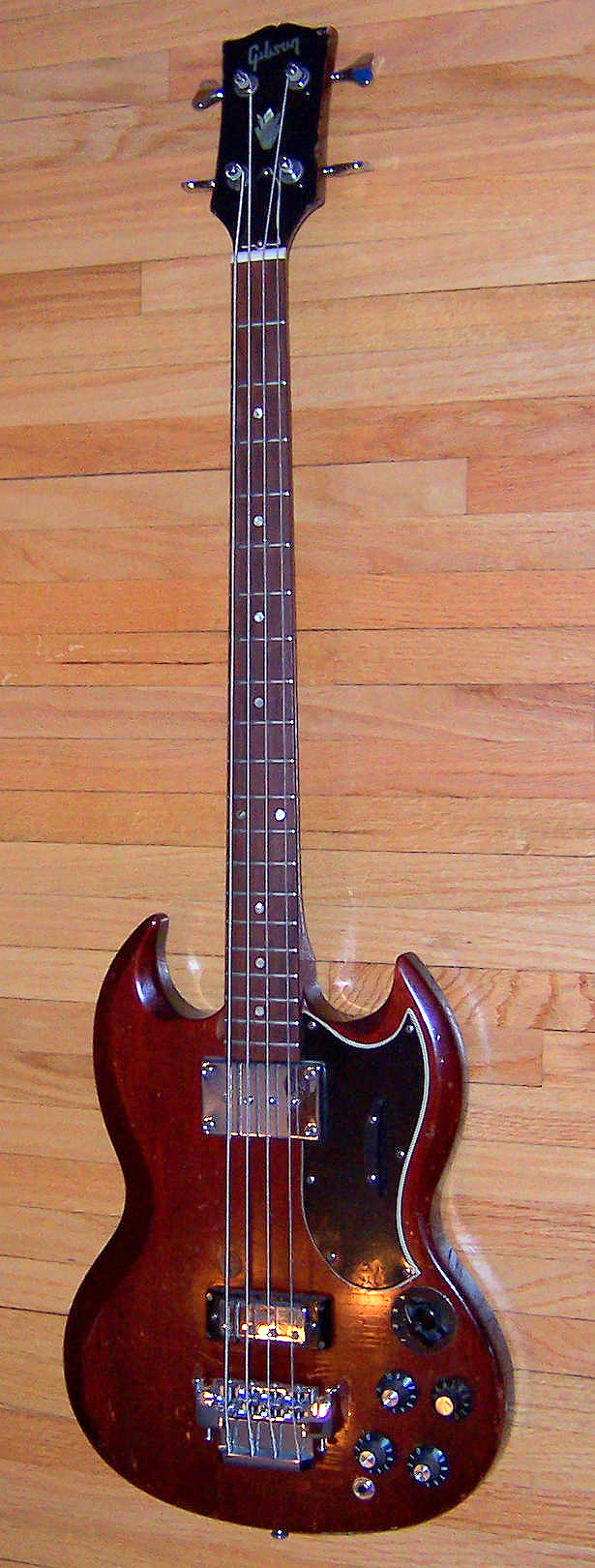
Gibson EB-3 de 1967.
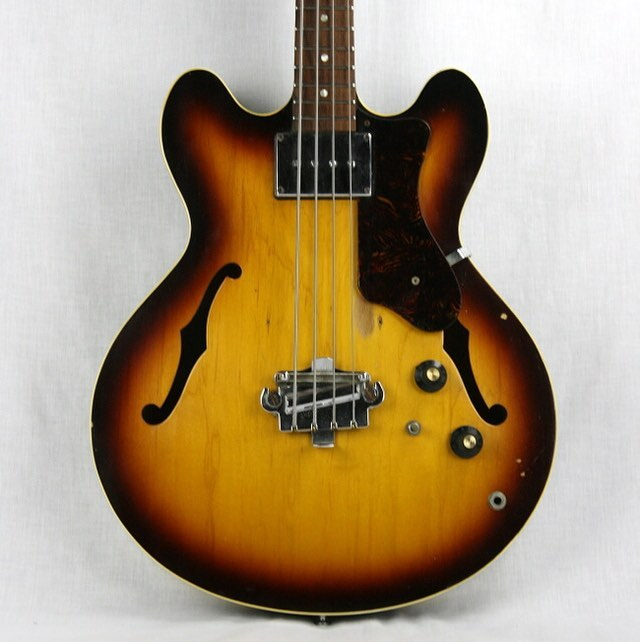
Epiphone Rivoli de 1967, inspirée par les basses Gibson.

Toutefois, les basses Gibson ne rencontrent pas de succès commercial, leur son est jugé trop boueux[Quoi ?] et pas assez défini.

### Höfner

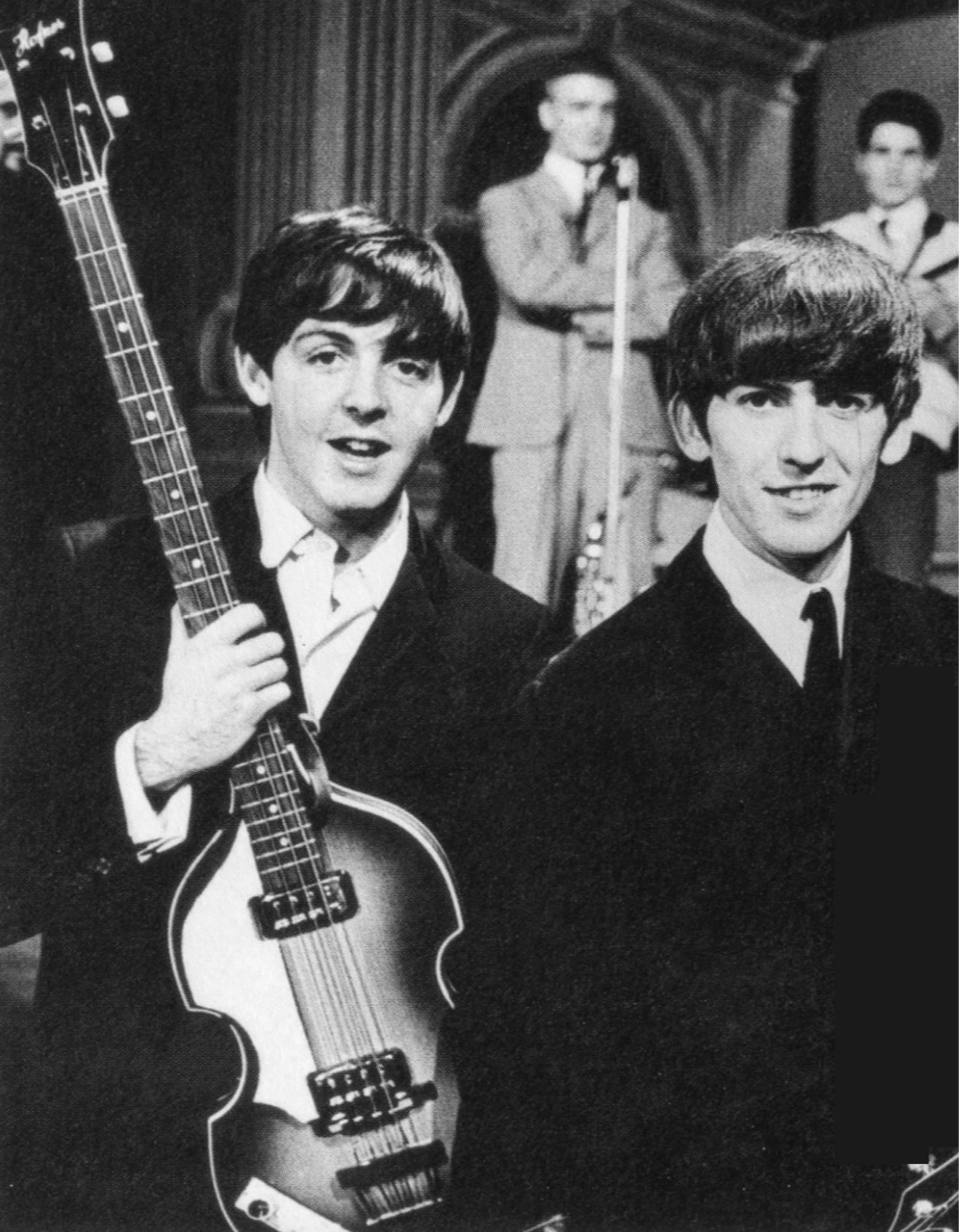
Paul McCartney, en 1963, avec sa basse Höfner.

En 1956, la firme allemande Höfner sort la 500/1, également en forme de violon mais avec une caisse creuse dotée d'une table bombée en épicéa, un modèle choisi et popularisé par Paul McCartney. Ce modèle est souvent appelé « violin bass » de par l'inspiration du violon pour le corps de l'instrument.

### Rickenbacker

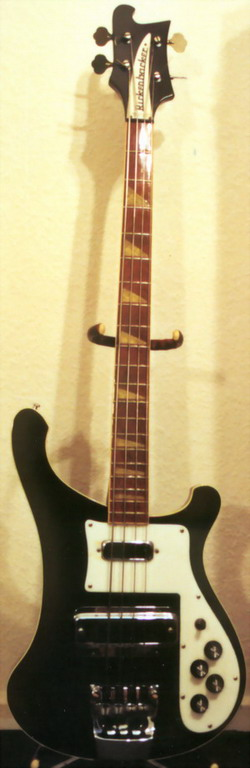
Rickenbacker 4001JG

En 1957, Rickenbacker se lance dans la production de basses électriques avec la série des 4000. Ces instruments présentent la particularité d'avoir un manche traversant le corps, produisant ainsi une sonorité distinctive associée à ce fabricant.
La Rickenbacker 4001, emblématique du rock progressif et du heavy metal des années 1970, sort en 1961. Cette basse à l'esthétique particulière et au son puissant et clair marque l'histoire du rock grâce à des musiciens tels que Paul McCartney, Chris Squire de Yes, Geddy Lee de Rush, Michael Rutherford de Genesis ou encore Lemmy de Motörhead. Après le rock progressif, le mouvement punk et new wave s'empare également de la Rickenbacker.
Rickenbaker sort notamment une version stéréo (4001 stéréo) qui permet de brancher les deux micros sur deux amplis séparément en offrant ainsi des possibilités de réglages précis.
Du milieu des années 1970 au milieu des années 1980, Rickenbacker produit également la série 3000, basses bas de gamme de conception plus classique (à manche vissé) ne présentant pas les sonorités marquées de la série 4000.

### Bass VI
Au tournant des années 1950, Danelectro (1956) puis Fender (1962) commercialisent des basses à six cordes, accordées une octave plus bas qu'une guitare. Ces instruments hybrides sont à l'époque assimilés à des guitares baryton par les musiciens et sont utilisées en studio pour doubler les parties de basse électrique, afin de donner un son « tic-tac » percussif. Parmi celles-ci, la Bass VI de Fender est particulièrement notable.

### Music Man Stingray

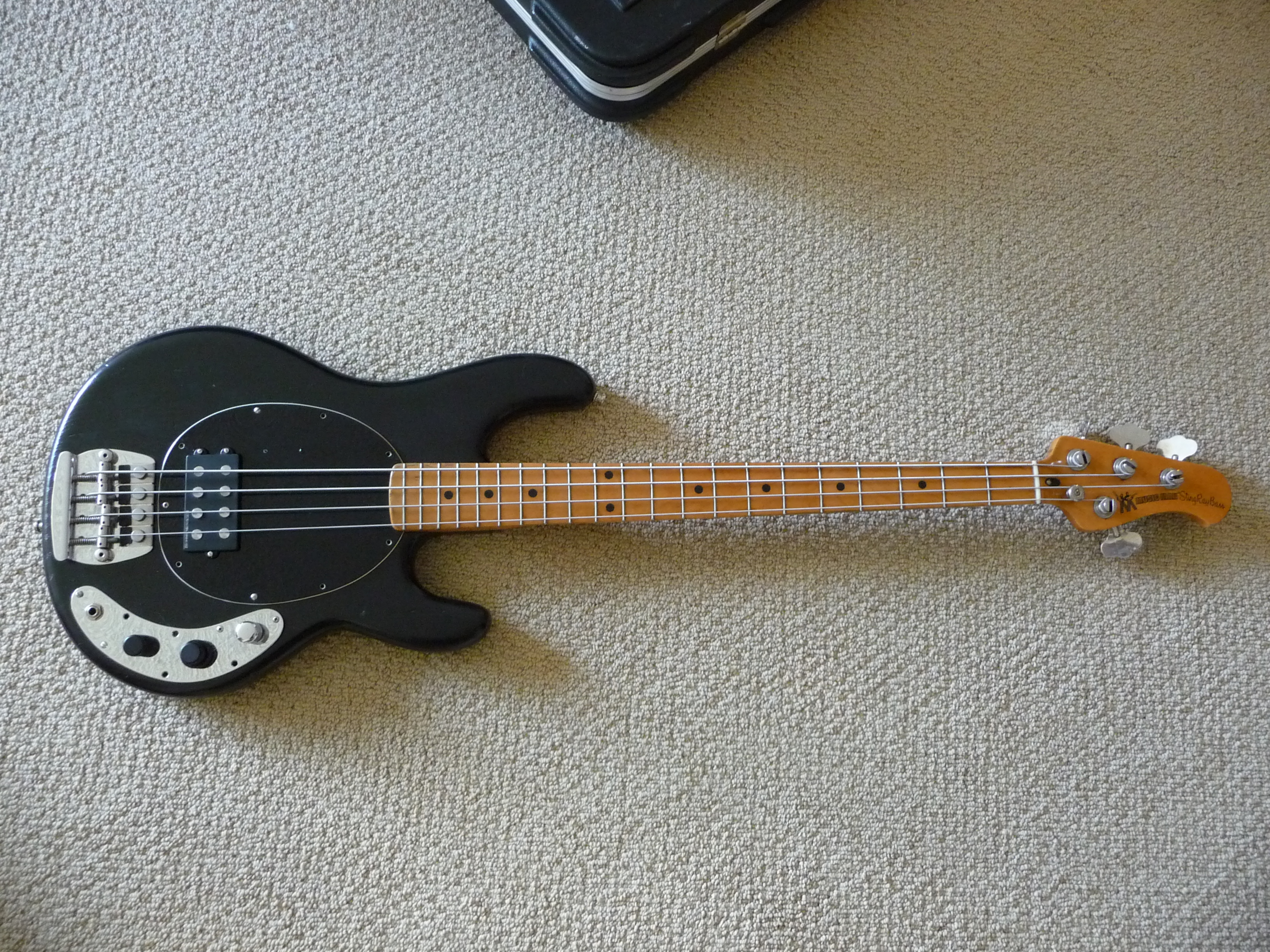
Music Man StingRay (1977).

Dix ans après avoir quitté l'entreprise Fender en 1965, Leo Fender rejoint Music Man en 1975, fondée par deux anciens employés de chez Fender. L'entreprise commercialise un nouveau modèle, la Music Man Stingray, à partir de 1976. C'est la première basse produite en masse qui contienne un circuit électronique actif avec une égalisation intégrée, permettant de booster les graves et/ou les aigus. La Stingray est adoptée tant par des bassistes de funk (Bernard Edwards de Chic, Louis Johnson, Flea des Red Hot Chili Peppers) que de rock (Michael Anthony de Van Halen, Cliff Williams d'AC/DC, Pino Palladino, Gail Ann Dorsey ou encore Tony Levin).

### Autres fabricants
Depuis les années 1960, la basse a évolué et de nombreux modèles se partagent le marché. Tous les fabricants de guitares sont présents aux côtés de Fender et Gibson, tel que Danelectro, ESP Guitars, Ibanez, Bc Rich, Cort, Sire, etc.

### Années 1970
Dans les années 1970, d'autres marques créent des basses personnalisées, avec des formes spéciales, des bois taillés et finis à la main, des préamplificateurs, des égaliseurs actifs et des techniques de construction novatrices, comme l'emploi de manches en bois multi-plis traversant le corps ou de manches en graphite. Par exempe, Alembic et le luthier Ken Smith produisent leurs premières basses à cinq cordes vers 1975, suivies dix ans plus tard de leurs premiers modèles à six cordes. Les basses Warwick possèdent un look arrondi, un bois apparent et font de nombreux émules.
De nombreux luthiers fabriquent des basses artisanalement.
En 1972, Ernie Ball commercialise le premier modèle de basse acoustique, la Earthwood Bass.

### Années 1980: autres innovations
Les années 1980 sont une décennie marquée par les innovations techniques. Dans les années 1980 apparaissent des basses à cinq cordes, avec un Si grave supplémentaire pour pouvoir se rapprocher des notes jouées par les synthétizeurs et les claviers. Par la suite sont créées les basses six cordes, Si-Mi-La-Ré-Sol-Do. Dans les années 1980 et 1990, des basses à cinq ou six cordes sont souvent utilisées dans les styles latin, jazz, funk principalement, et parfois dans le metal.
La première basse avec le manche en graphite est mise sur le marché par Modulus en 1978. Ce matériau, plus robuste que le bois, est utilisé afin d'éviter les notes qui résonnent mal et pour augmenter le sustain de l'instrument. Ned Steinberger lui emboîte le pas et crée en 1982 une basse « headless » (sans tête), développe des basses faites en graphite, ainsi que le « Trans-Trem tremolo bar ». D'autres marques, comme Status du luthier Rob Green, produisent des basses entièrement en graphite.
En 1987, Guild crée la basse fretless Ashbory, un instrument très petit avec les cordes en caoutchouc-silicone qui reproduisent le son d'une contrebasse.
Les années 1980 voient également l'émergence sur le marché de la basse d'entreprises japonaises ou chinoises qui réalisent des instruments bon marché. C'est le cas de Squier, qui réalise des copies des modèles de Fender.

Inventées en 1989 par Ralph Novak, le principe du multidiapason,(en anglais multiscale, fanned fret ou fanfret) est de fournir différentes longueur de cordes pour un même instrument : les cordes graves sont plus étendues que les cordes aigües, permettant une tension plus équilibrée entre toutes les cordes et une meilleure intonation. Les basses multidiapason, souvent à 5 cordes ou plus, sont notamment utilisées dans le metal. Les premiers modèles sont commercialisés par Dingwall dans les années 1990, qui en fait sa marque de fabrique. D'autres marques produisent des basses multidiapason, comme Ibanez en 2020,.

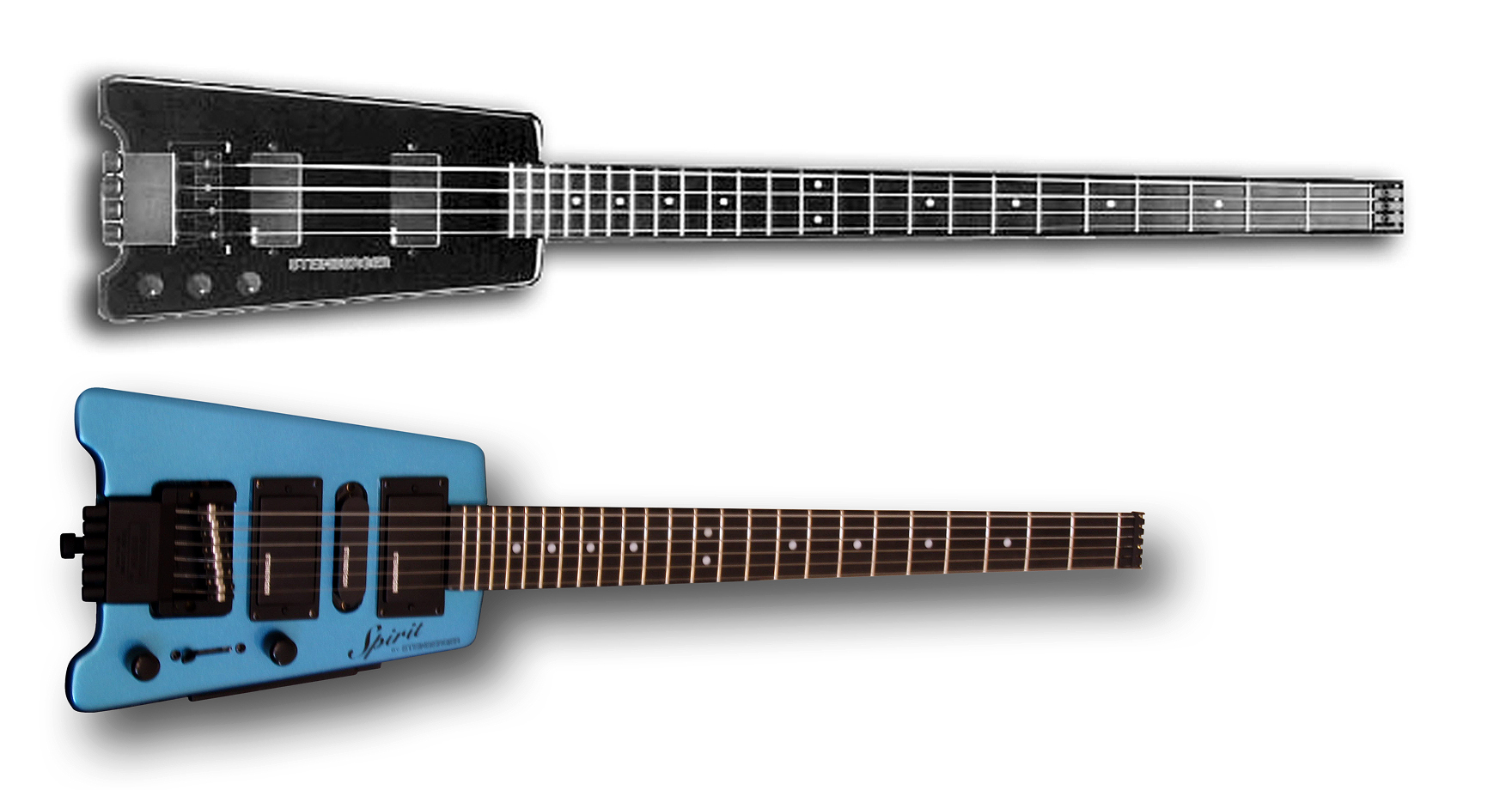
Basse et guitare Steinberger sans tête
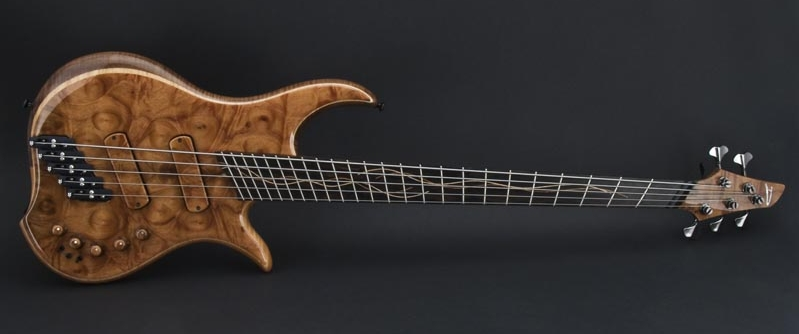
Basse 5 cordes multidiapason avec les frettes en éventail produite par Dingwall.
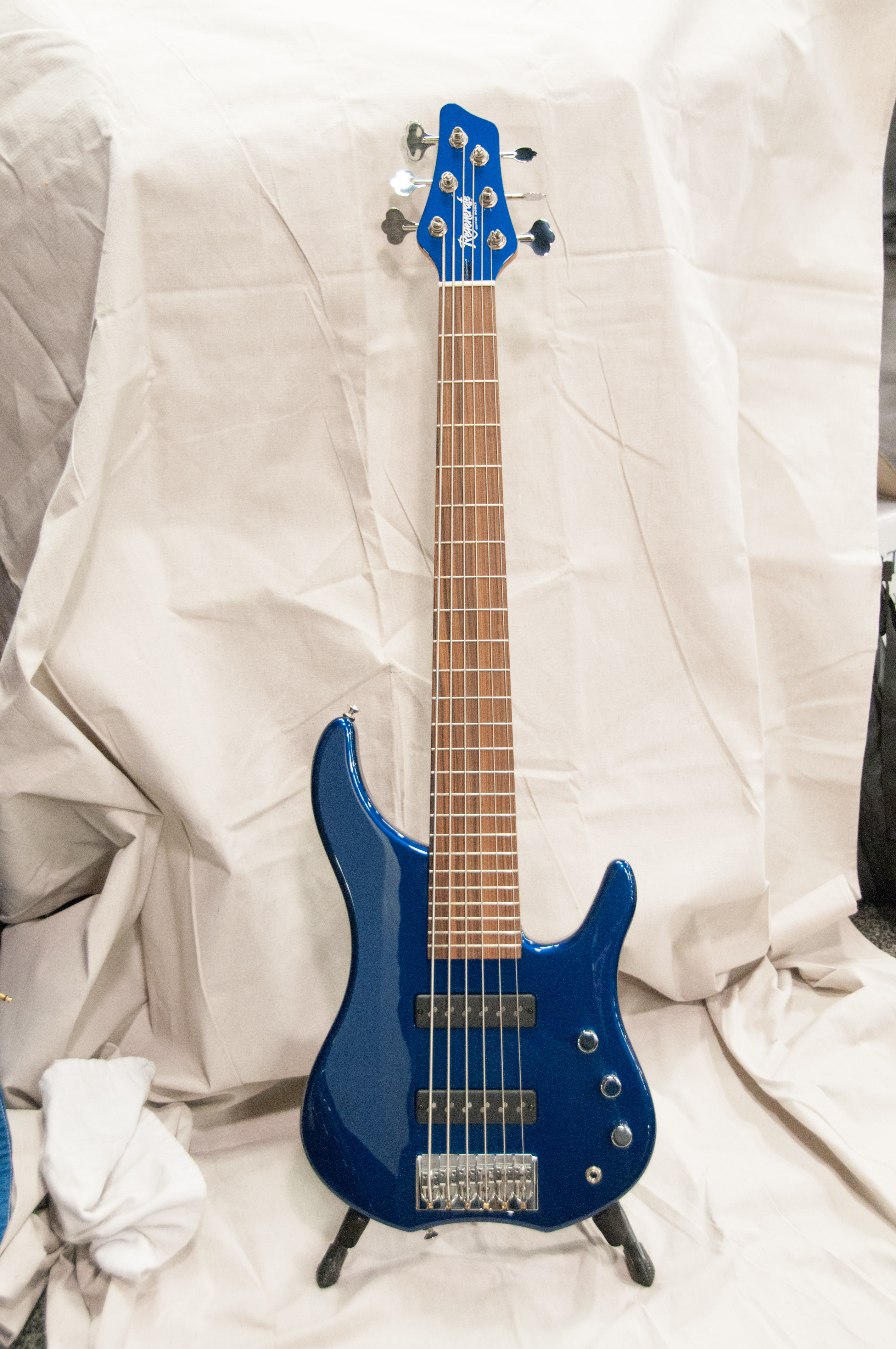
Basse six cordes Regenerate Malibu.

## Sociologie de l'instrument

### Répartition genrée dans le rock alternatif

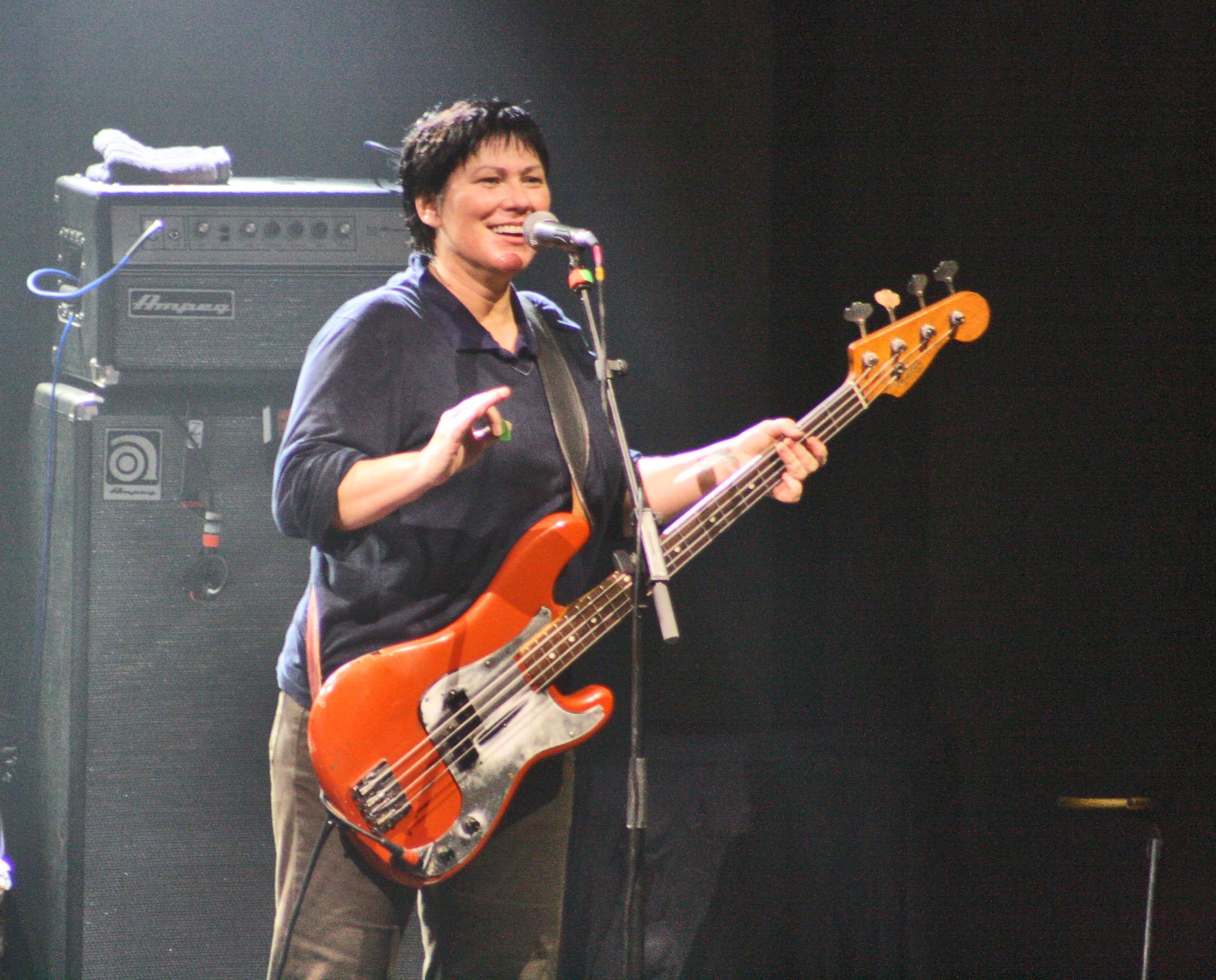
Kim Deal, fondatrice du groupe Pixies, en concert en 2010.

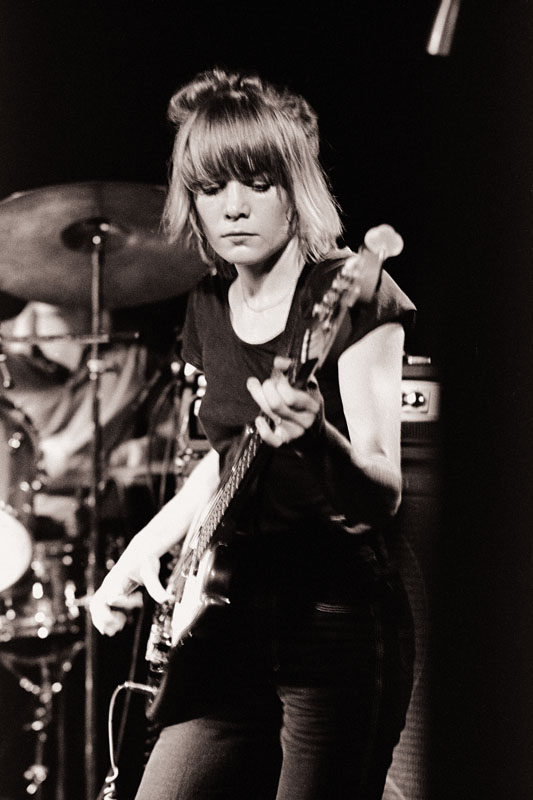
Tina Weymouth, bassiste de Talking Heads.

La basse est un instrument joué majoritairement par des hommes. Certains genres restent très fortement dans un entre-soi masculin, comme le heavy metal développé à partir des années 1970 (renforcé par des paroles misogynes et le jugement des femmes par les musiciens hommes d'abord sur leur physique que leurs compétences musicales). Toutefois, dans certains styles, en particulier le punk et le rock alternatif, on trouve une importante proportion de femmes bassistes.
Dans les années 1970 au Royaume-Uni, le mouvement punk s'érige contre la technicité du rock progressif. Des femmes investissent la scène punk, créant des groupes entièrement féminins. Pour les femmes, le fait de jouer dans un groupe de punk constitue en soi une transgression culturelle, alors qu'elles ont été historiquement cantonnées au poste de chanteuse. Aux États-Unis, la présence des femmes dans les groupes de punk est plus restreinte, et elles tendent à y occuper le poste de bassiste. C'est le cas de Tina Weymouth de Talking Heads, Kim Deal des Pixies, ou Kim Gordon de Sonic Youth. Toutefois, elles sont parfois cantonées à un stéréotype de la « Female Bass Player » (« femme bassiste ») qui les réduit à leur genre. Dans les années 1990 arrive le mouvement Riot Grrrl et de nouveaux groupes de punk entièrement féminins sont créés. Néanmoins, le rock demeure un genre très largement masculin ; ainsi, D'arcy Wretzky de The Smashing Pumpkins est la seule musicienne non chanteuse de tous les groupes qui se trouvent dans le classement Billboard de 1996.
Cette répartition genrée se retrouve également au niveau des groupes de rock amateurs : « La plupart des femmes, quand elles jouent d'un instrument [dans un groupe], jouent de la basse ». Une des raisons avancée pour expliquer cette situation est que la basse est un instrument jugé facile à apprendre (comparé notamment à la guitare), et que les femmes se mettent plus tardivement à la musique (au début de leur vie adulte) que les hommes (qui débutent souvent à l'adolescence) ; la basse, dans le rock, apparaît davantage attractive pour les femmes qui veulent faire de la musique, car elle demande moins de temps d'apprentissage avant de pouvoir en jouer. À l'inverse, la guitare est un instrument souvent accaparé par les hommes.
Les bassistes sont des musiciens souvent recherchés par les groupes de rock. ce qui s'explique en partie par un manque de prestige auprès des musiciens, en comparaison notamment de la guitare électrique (instrument phare du rock) : la basse est jugée par ces derniers facile et moins technique, voire réservée « aux guitaristes qui ont échoué ». En outre, la batterie, par sa puissance sonore, demeure largement associée à la masculinité. Ainsi, dans le rock, les femmes ont pu s'emparer de la basse par l'espace qui était délaissé par les hommes jouant de la musique. D'autre part, le fait d'avoir une musicienne parmi leurs membres est un argument marketing pour les groupes, la diversité de genre étant de plus en plus exigée par le public de la scène alternative.
Toutefois, la place prise par les femmes bassistes dans le rock alternatif et le punk ne remet pas fondamentalement en cause la prédominance masculine dans ces genres, et la difficulté pour les femmes d'accéder à d'autres instruments comme la guitare.
Suite à la place qu'elles ont prise, certaines bassistes en viennent à considérer la basse comme un instrument typiquement féminin. Cela ne va pas de soi, car en général, plus un instrument est grand et plus sa tessiture est grave, plus il est considéré comme masculin. Par rapport à la guitare, la basse électrique est plus lourde possède des cordes plus grosses et requiert davantage de force que de dextérité. Certains et certaines bassistes voient la basse comme ayant davantage un rôle de soutien dans un groupe, tandis que les guitaristes occupent le devant de la scène, de manière parfois exubérante. Ces représentations laissent transparaître une division du travail genrée : aux femmes les rôles de soutien, aux hommes celui de briller sur scène. D'autres bassistes avancent, enfin, une explication essentialiste : les femmes seraient par nature plus douées pour le rythme. La basse serait, pour certaines musiciennes, un instrument qui repose avant tout sur le ressenti (« feel ») plutôt que l'intellect, ce « feel » étant davantage jugé féminin. En creux, ce discours révèle l'idée que la technicité ou l'intellect seraient des qualités réservées aux instrumentistes hommes. Pour Mary Ann Clawson, les femmes bassistes de rock sont au cœur d'une reconfiguration des rôles de genre dans la musique, et leur discours sur leur propre pratique de la basse est empreint de contradictions, entre la conscience d'être en compétition au sein de rapports de genre inégaux d'un côté, et de l'autre la justification autour d'arguments essentialistes qui viennent in fine renforcer la division genrée dans les groupes de musique.

## Techniques de jeu

### Jeu aux doigts

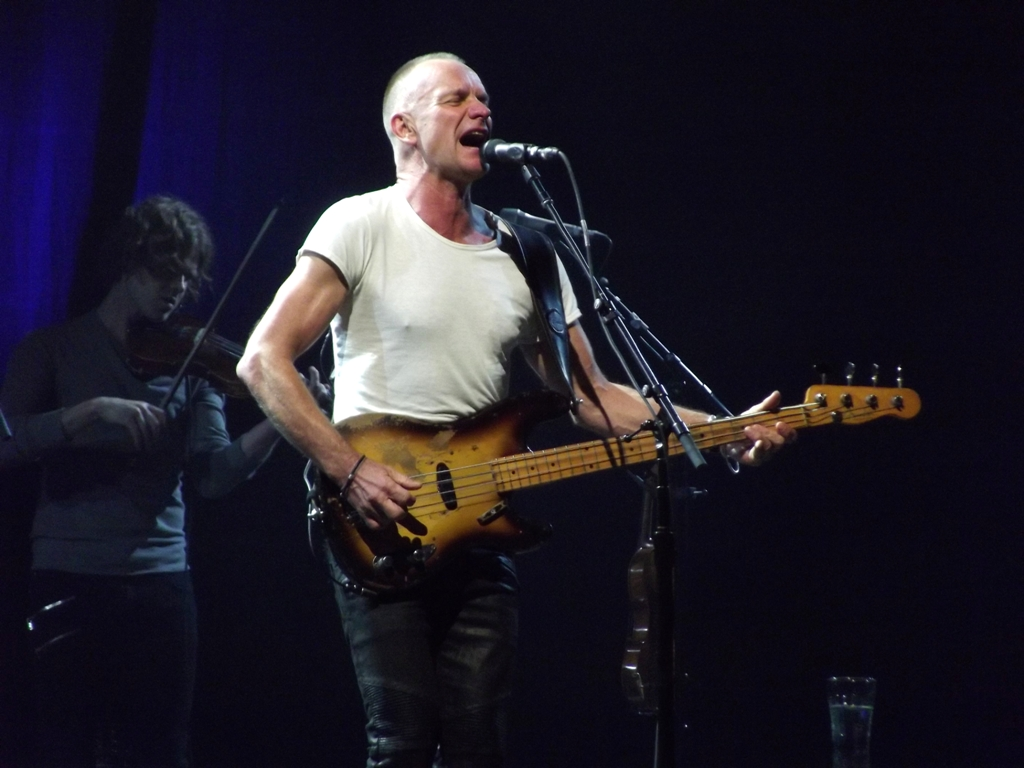
Sting joue de la basse avec le pouce (2013).

Le jeu aux doigts est une des techniques de jeu les plus répandues. Elle consiste à faire sonner la corde à l'aide de ses doigts. Plusieurs façons de faire existent. Historiquement, la basse a été conçue pour jouer avec le pouce, en faisant reposer le poing sur une petite barre en plastique. Cette technique permet de s'approcher du son d'une contrebasse. Cependant, cette technique est assez vite délaissée pour celle où un ou plusieurs doigts (index et majeur) viennent faire vibrer la corde.

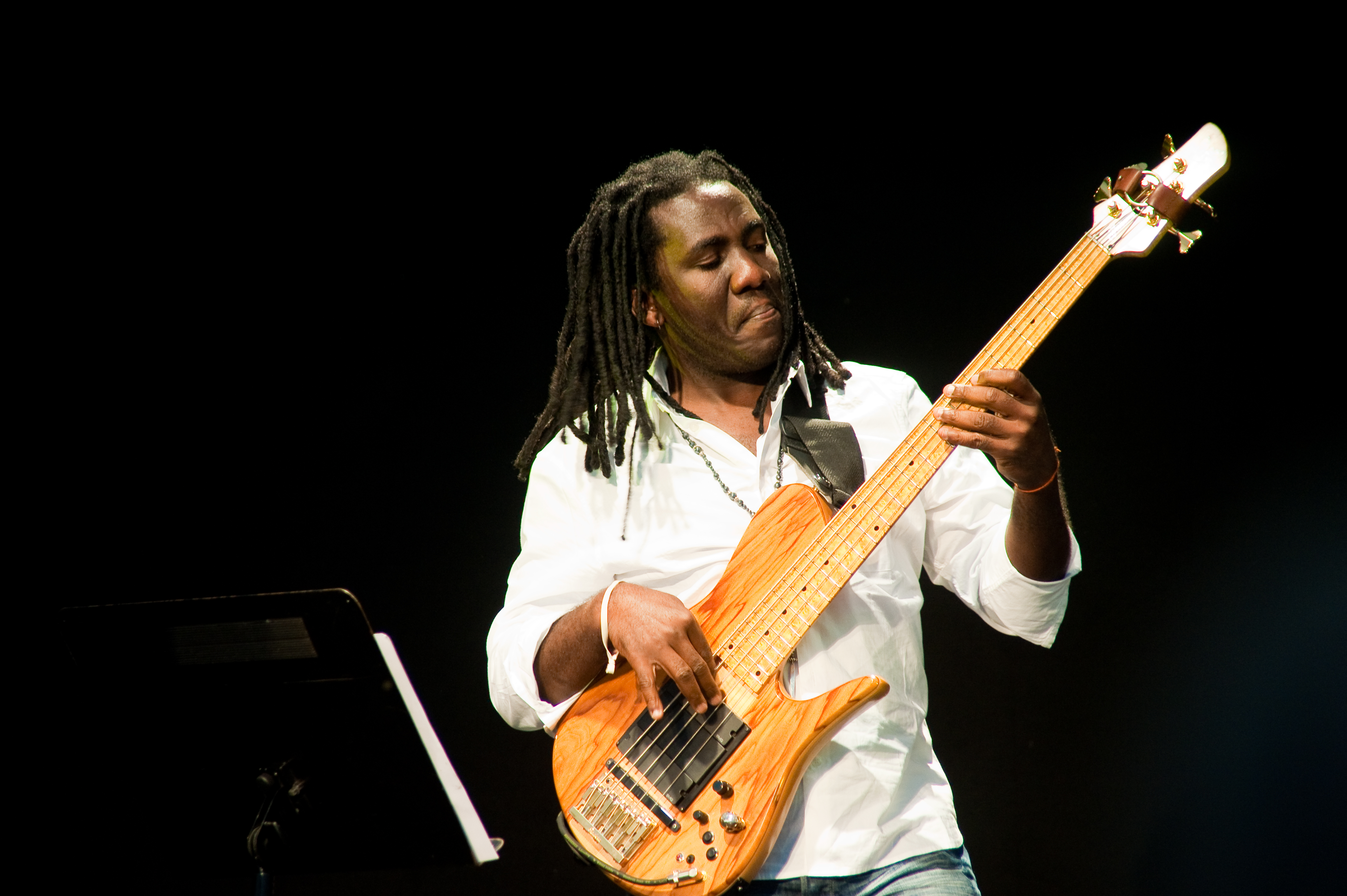
Richard Bona utilise la technique du jeu aux doigts (2009).

La technique la plus répandue s'apparente à la technique de « buter » de la guitare classique, mais avec une position plus verticale de la main droite, le pouce reposant souvent sur un micro ou sur la corde de mi (la plus grave) pour l'étouffer. Dans les années 1960 et 1970, les musiciens utilisent seulement l'index, comme James Jamerson, puis réalisent que l'alternance de deux doigts permet de jouer plus vite sans s'épuiser. John Entwistle, notamment, popularise cette façon de jouer.
Certains bassistes comme Les Claypool ou Billy Sheehan optent plutôt pour le jeu à trois doigts avec une alternance avec l'annuaire, le majeur et l'index, dans des répertoires rock, metal ou jazz fusion où la vitesse d'exécution est très élevée. Enfin, certains comme Abraham Laboriel adoptent un jeu proche du fingerstyle, où le pouce joue les cordes graves et les doigts restants jouent les autres cordes.
Le jeu aux doigts donne un son velouté et précis dans la puissance des notes.[réf. nécessaire]
Le son de la basse changera suivant si l'on joue près du chevalet (clair et percutant) ou vers le manche (plus gras et chaud)[réf. nécessaire].

### Jeu au médiator

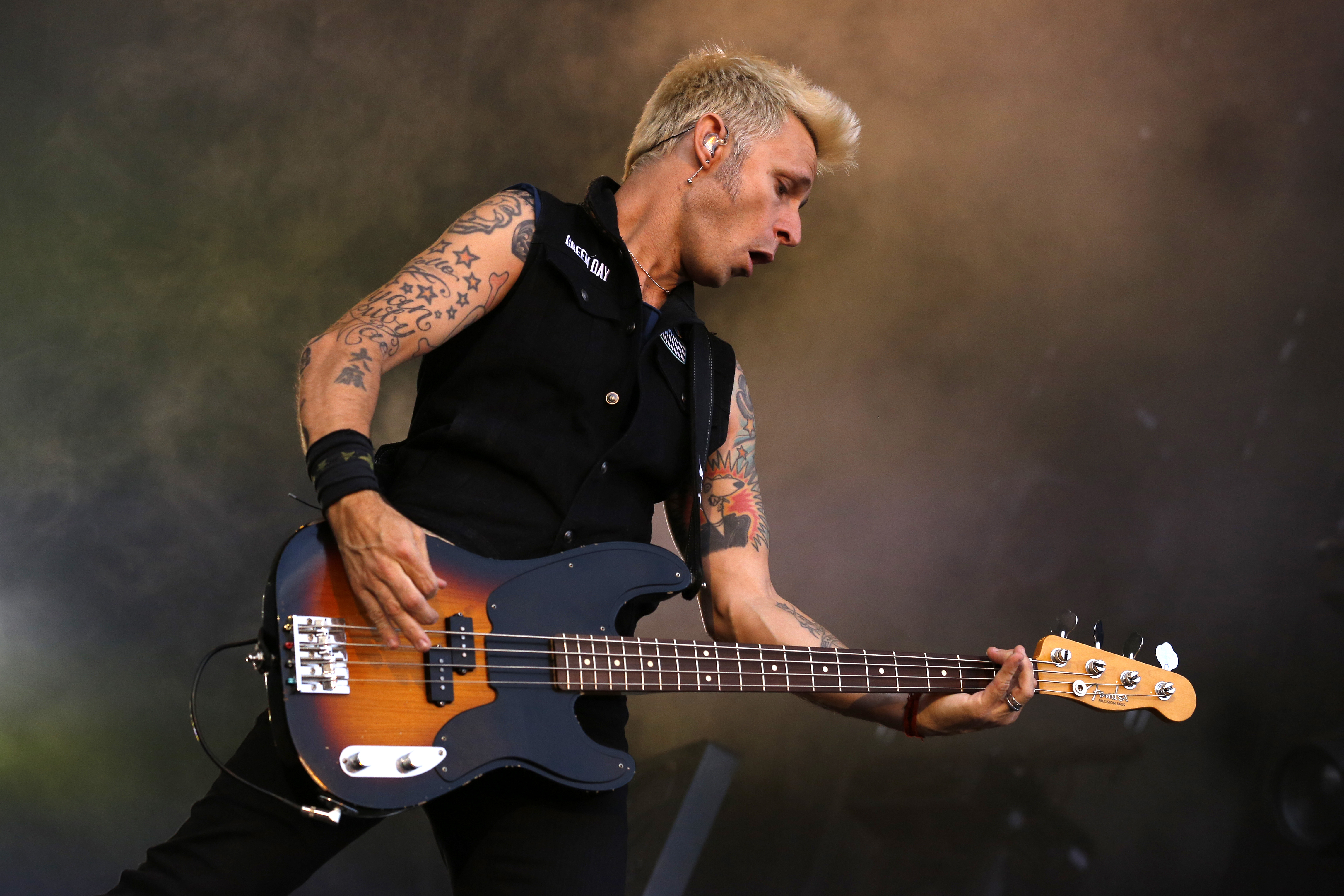
Mike Dirnt joue de la basse avec un médiator (2013).

Aussi appelé plectre (ou pick en anglais), le médiator peut être utilisé pour jouer de la basse. Ce petit triangle sert à pincer les cordes pour obtenir davantage d'attaque dans le toucher et dans le son. Il est souvent utilisé en faisant des allers-retours sur les cordes mais peut aussi bien les attaquer seulement par un seul sens (vers le bas). Les bassistes jouent au médiator souvent près du chevalet, la main étant parfois posée sur le chevalet. Il est généralement en plastique, mais peut être composé de différents matériaux. Certains médiators sont lisses, tandis que d'autres sont dotés de petits picots qui favorisent l'adhésion à la main.
Bien que peu utilisé par défaut, le médiator est largement répandu dans le rock, et presque la règle pour la musique punk. Son utilisation est emblématique de joueurs comme Paul McCartney, Chris Squire, Mike Dirnt, Noel Redding, Gene Simmons, Peter Hook (souvent davantage comme instrument mélodique que rythmique) ou Lemmy Kilmister. Le médiator est également beaucoup utilisé dans le metal, où il permet d'atteindre une vitesse élevée.

### Palm mute

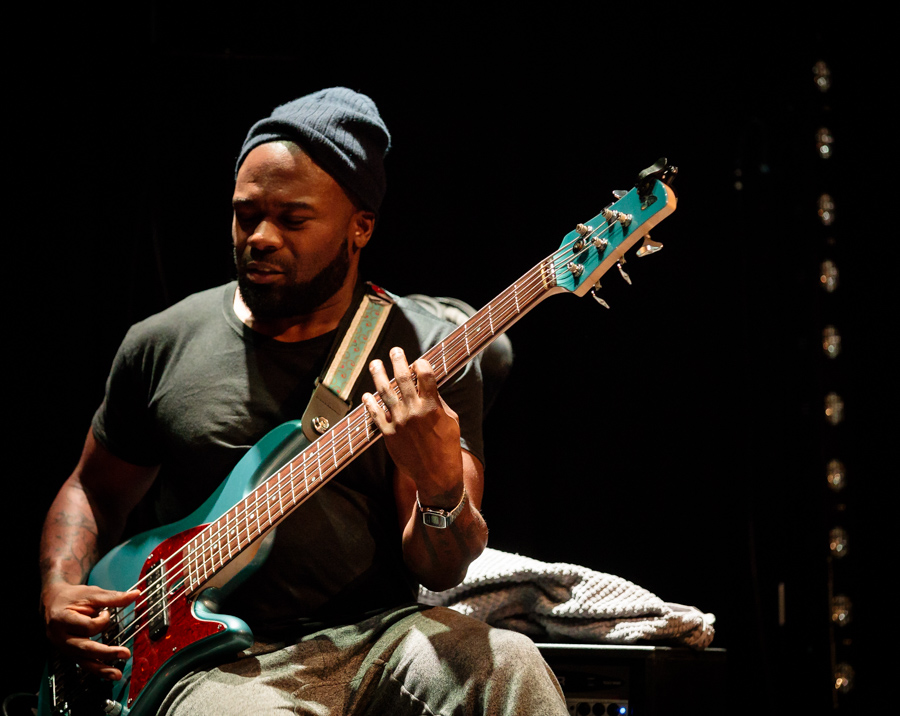
Le bassiste de gospel Sharay Reed utilise le palm mute (2017).

Le palm mute consiste à poser la paume de la main droite sur les cordes juste après le chevalet pour les étouffer légèrement. On attaque les cordes avec le pouce et l'index. Le palm mute s'utilise aussi au médiator. Cela se note PM ou P.M. sur une tablature.

### Slap

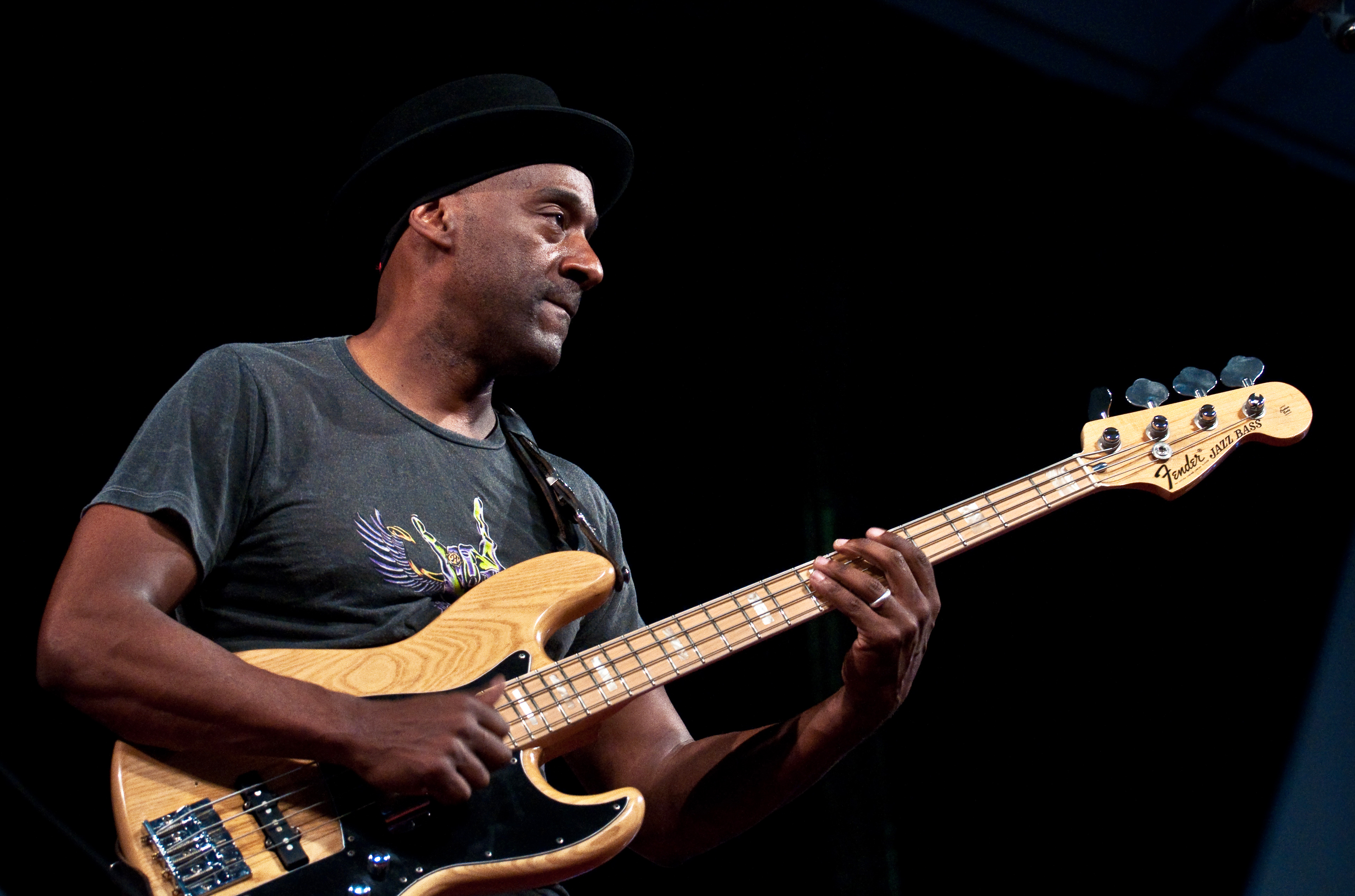
Marcus Miller utilise la technique du slap (2010).

Le slap est l'une des techniques les plus emblématiques de la basse. Elle consiste à frapper les cordes graves avec le pouce, et à tirer les cordes aiguës avec l'index ou le majeur (on parle alors de popping ou pop). L'endroit de jeu est près du manche, parfois même dessus, là où les cordes rebondissent le mieux. Cette technique est principalement utilisée dans le funk, le rock, le jazz fusion, le gospel, et les musiques expérimentales. Bootsy Collins, Les Claypool, Flea, Marcus Miller, Victor Wooten, Stanley Clarke et Fieldy en sont des références.

#### Slapping
Le slapping ou "Slap tapé" est l'action de taper sur l'une des cordes avec l'os du pouce de la main droite (pour les droitiers) grâce à un mouvement rapide du poignet puis de le retirer immédiatement pour que la corde puisse sonner. Cela se note S ou parfois T sur tablature.

#### Popping
Le popping ou "Slap tiré" s'effectue en tirant une des cordes vers l'opposé d'une manche à l'aide de l'index ou du majeur (et même parfois du pouce) de la main droite (pour les droitiers) et de la lâcher rapidement pour qu'elle frappe le manche et donne un son percussif. On peut exécuter le popping sur plusieurs cordes en même temps en utilisant ses autres doigts. Cette technique se note P sur tablature.

##### Double Popping
Le double popping s'effectue pareillement au popping à la différence que l'on tire très rapidement une même corde deux fois de suite à l'aide de l'index puis du majeur (ou l'inverse). Cela donnera une note "doublée".

#### Double Thumb

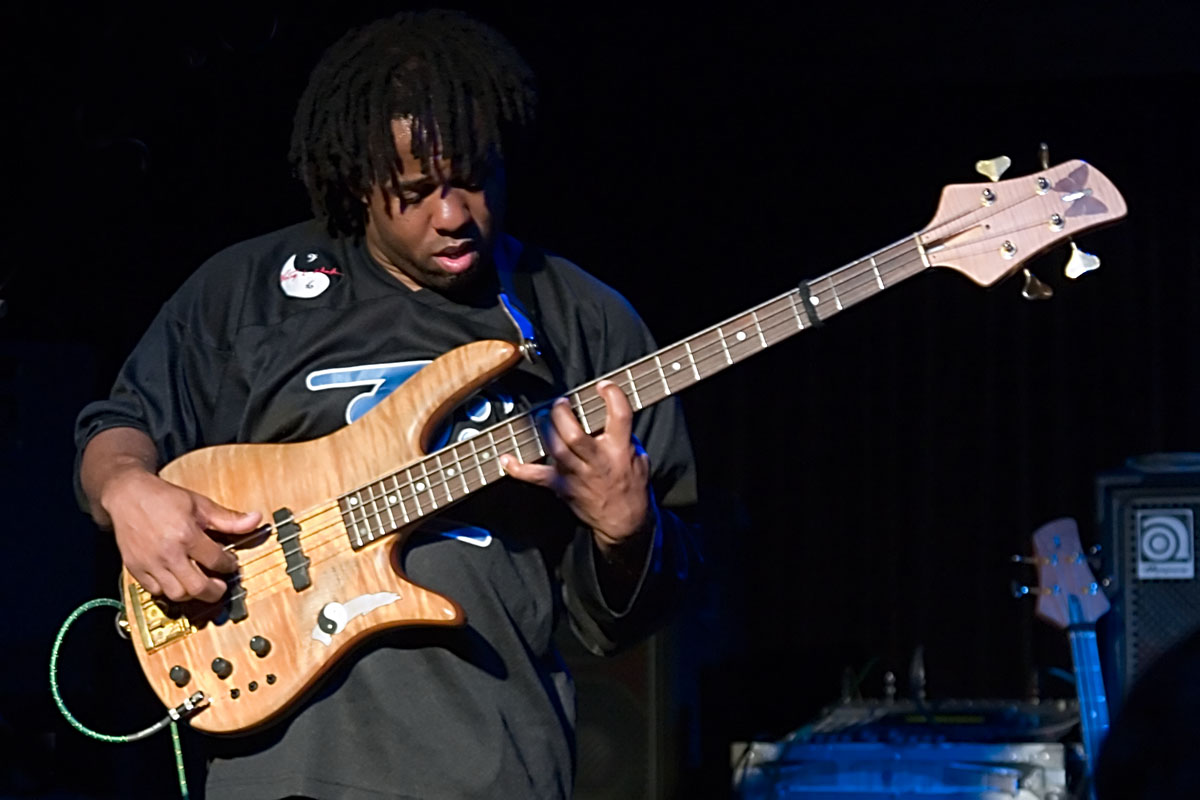
Victor Wooten (ici en 2006) utilise régulièrement la technique du double thumb.

Aussi appelé "Slap allez-retour" ou encore "Double Slap", le Double Thumb (Double Pouce en français) consiste à utiliser son pouce de la même manière qu'un médiator, c'est-à-dire en faisant des allers-retours avec son pouce sur les cordes. Cela permet d'effectuer la technique du slap bien plus rapidement. Victor Wooten et Marcus Miller sont des maîtres de cette technique.

### Step
Cette technique utilise la basse plus comme un instrument percussif. Le jeu est constitué de figures rythmiques effectués par claqués alternatifs des deux mains sur les cordes. Cela se note (×) sur tablature.

### Tapping

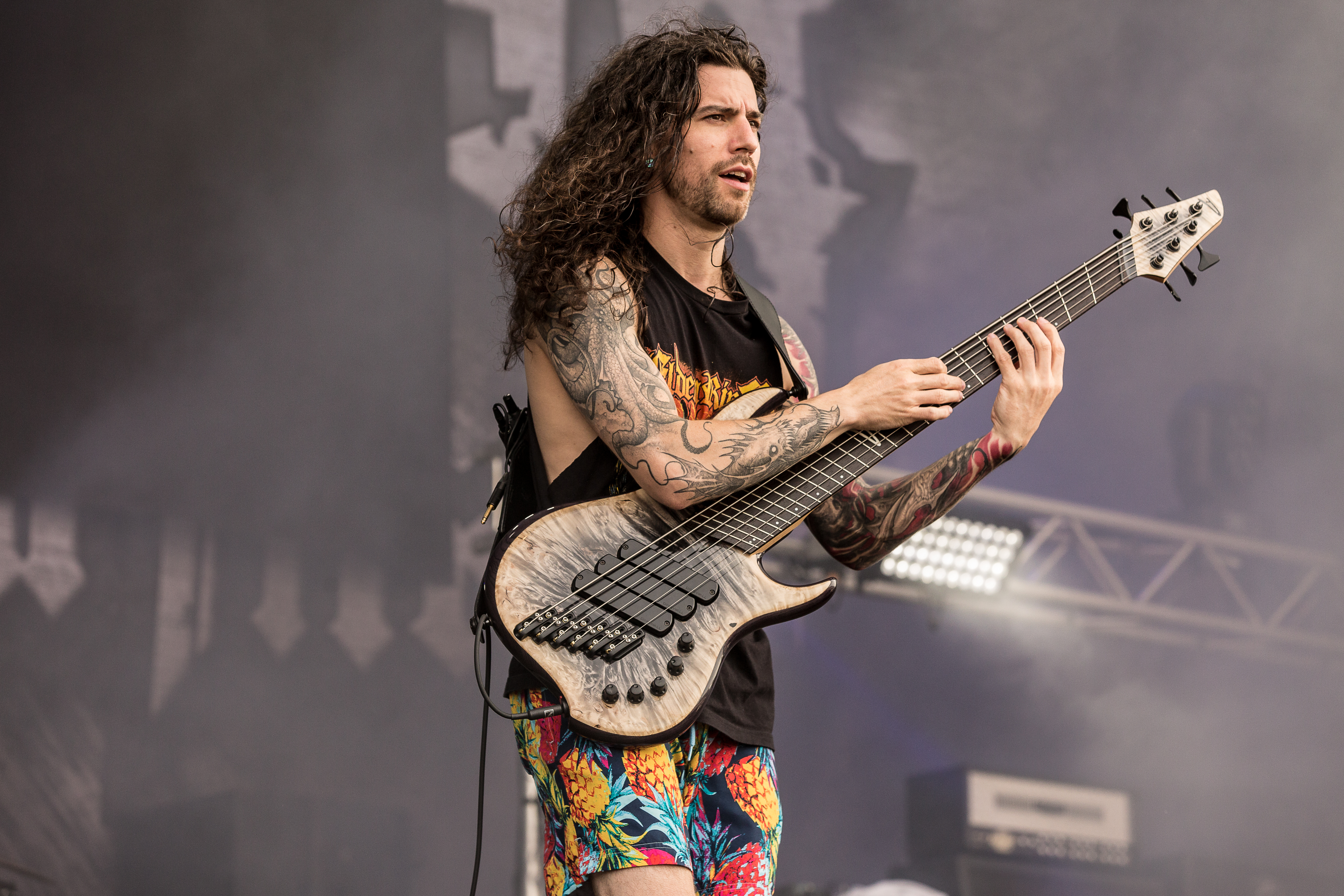
Jared Smith, du groupe de death metal Archspire, joue en tapping sur une basse six cordes multidiapason (2023).

Le tapping consiste à taper la corde avec le bout des doigts dans une case pour émettre un son. Cette technique, très répandue pour la guitare électrique, permet un jeu « pianistique » à une ou deux mains. Cette technique est notamment utilisée par Stuart Hamm, John Entwistle, Billy Sheehan, John Myung, Victor Wooten, Michael Manring, Roscoe Beck, Patrice Guers, Flea et Les Claypool. Il existe principalement deux techniques de tapping : l'une, lente et plutôt atmosphérique, favorise le jeu en accord et l'utilisation de la totalité des 8 doigts, sa difficulté résidant dans l'écart des doigts et la régularité. La deuxième, surtout utilisée en metal, demande une grande dextérité, et adjoint au tapping de la main droite la technique des trill à la main gauche (ou encore pull-Off ou hammer-on), s'inspirant de guitaristes comme Van Halen. Cette technique est parfois limitée à une corde (on parle dans ce cas de tapping linéaire). Le tapping se note T sur tablature.

### Scratch
Le Scratch consiste à gratter une corde avec l'ongle de son pouce. Cette technique est notamment utilisée par le bassiste Gary Willis.

### Slide
Le slide, signifiant "glissé" consiste justement à jouer une corde puis à faire glisser son doigt de la main gauche en partant d'une case à une autre. Cela se note par exemple 5/8 sur tablature.

### Hammer-on
Cette technique consiste à jouer une note en appuyant avec un doigt sur une corde déjà en train de vibrer. Par exemple : on fait vibrer la corde case 5 puis on ajoute un doigt case 7 ; cela se note « 5H7 » sur une tablature.

### Pull-off
C'est aussi jouer une note avec seulement la main gauche, mais à l'inverse d'un hammer-on, on retire un doigt déjà posé sur une case. Par exemple : on fait vibrer la note case 7 puis on enlève son doigt pour faire sonner la case 5 : cela se note « 7PO5 » ou bien « 7P5 »

### Trill
Un trill est une suite de Hammer/Pull-off. ex. : « 6PO5H7 », « 0H4H5PO4 » ou même « 5H7PO6H8 »

### Bend

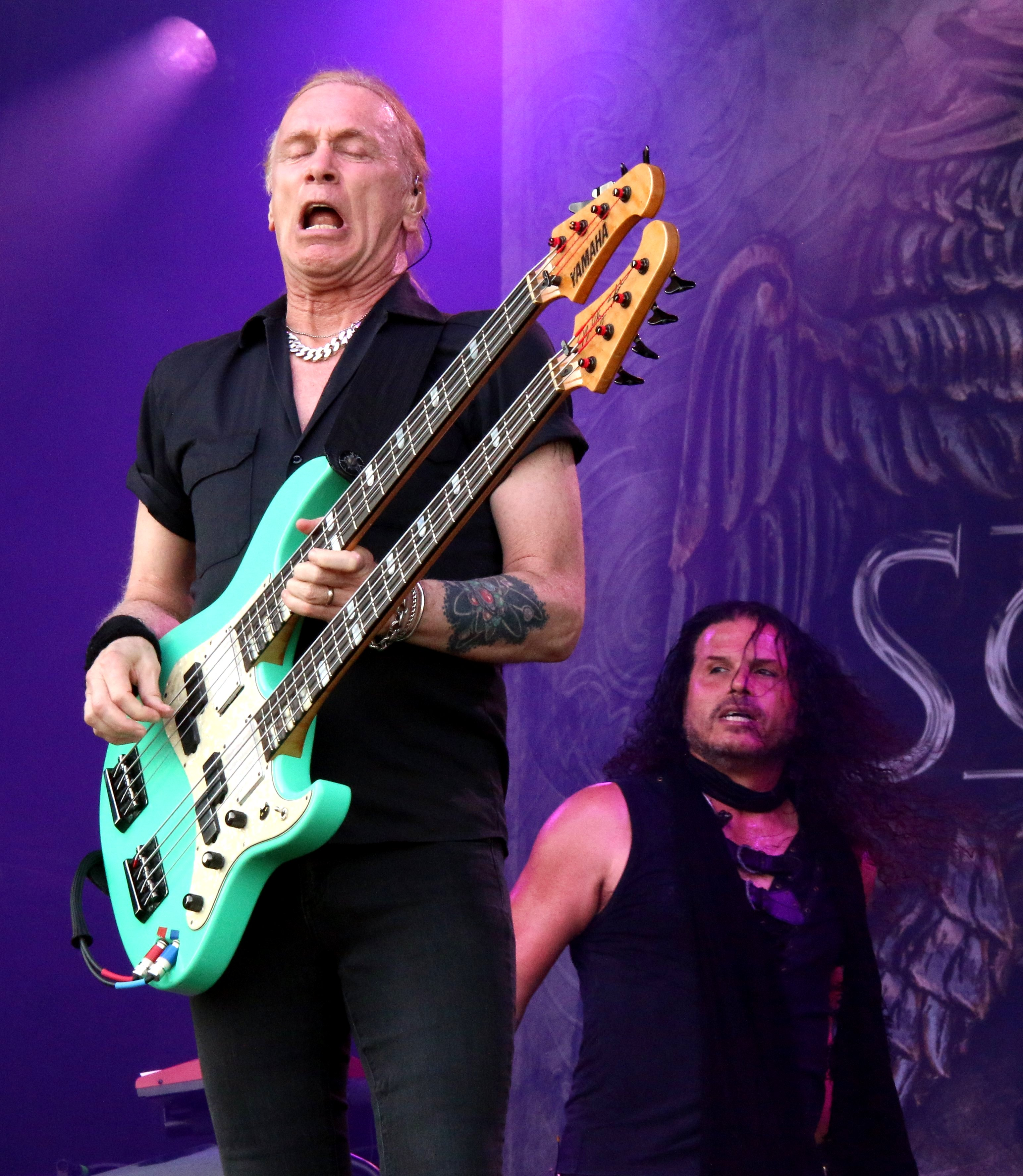
Billy Sheehan réalise un bend sur la corde de sol (sur une basse à double manche) (2018).

Le bend est une technique consiste à tirer une corde vers le bas ou le haut avec la main gauche (pour les droitiers) afin d'augmenter la hauteur de la note d'un demi-ton, un ton voire plus. Cette technique est généralement obtenue avec plusieurs doigts pour avoir plus de force.
Une autre façon de faire varier la hauteur des notes, vers le bas cette fois-ci, est de faire bouger le manche de la basse en appuyant légèrement sur la tête de l'instrument tout en maintenant le corps immobile. Cependant, cela peut endommager l'instrument si une pression trop forte est exercée.

### Shake
Le shake s'effectue aussi grâce à la main gauche (pour les droitiers). Elle consiste à jouer une corde où l'on appuie sur une case et à faire des sortes de slides très rapides entre celle-ci et la suivante.

### Harmoniques naturelles

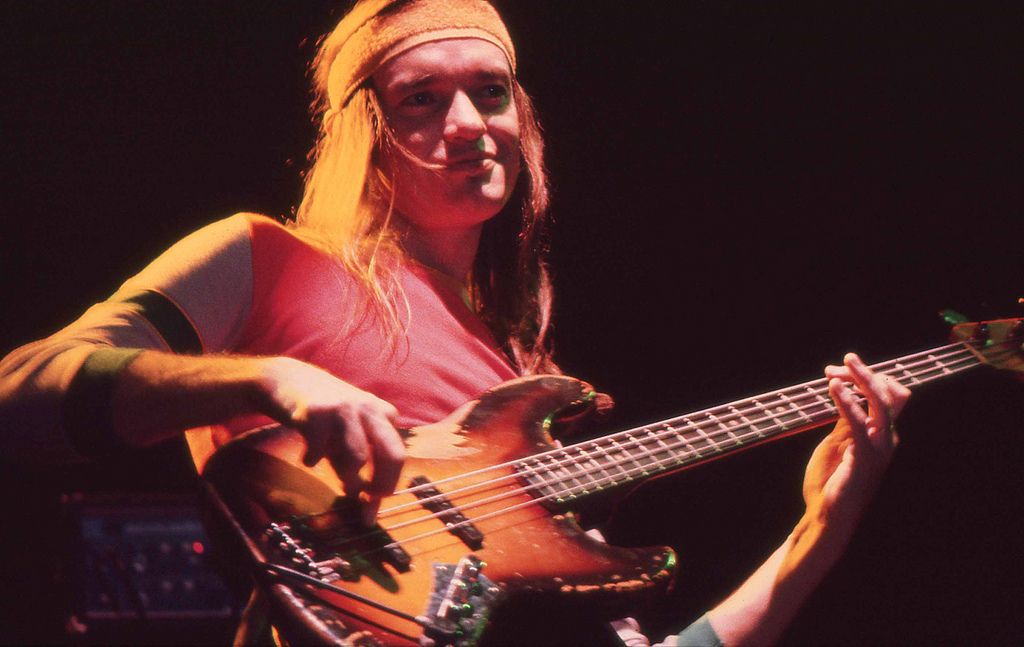
Jaco Pastorius (ici en 1980) est connu pour son utilisation intensive des harmoniques.

Les harmoniques sont utilisées, notamment, par Jaco Pastorius. Il s'agit de faire sonner une note sans appuyer la corde sur le manche. C'est une note pure. Il suffit juste de poser un doigt de la main gauche (pour les droitiers) sur la corde au-dessus d'une frette sans appuyer, de la faire sonner avec la main droite et de retirer aussitôt son doigt de la main gauche. Cela fonctionne plus simplement sur les frettes no 4 ; 5 ; 7 ; 9 ; 12 ; 15 ; 17. Il y a possibilité d'en faire sonner n'importe où sur les cordes, mais ceci requiert une maitrise très précise. Si l'on fait sonner l'harmonique naturelle de la septième case, cela se notera ⟨7⟩ sur tablature.

### Harmoniques artificielles
En appuyant sur une case il est possible de produire deux notes différentes : la note « pure » et son harmonique. Pour produire cette harmonique tout en appuyant sur la case, il suffit de légèrement effleurer la corde (sans l'étouffer) avec le pouce ou la tranche de la main droite (pour les droitiers) immédiatement après avoir attaqué la note (voire en même temps). Là où cette technique est la plus efficace est sur les cordes de ré et sol en jouant en tiré. Elle permet d'effectuer des techniques comme des hammer-on, pull-off ou bend tout en jouant une harmonique. Elle est assez difficile à mettre en place, du fait de la grande précision requise. Si l'on fait sonner l'harmonique artificielle de la septième case cela se notera à l'aide d'un petit losange puis du numéro de la case sur tablature.

### Harmoniques tapées
Cette technique fait appel à celle du tapping pour jouer une harmonique. Il suffit de taper une corde au-dessus d'une frette avec un doigts mais sans toucher le bois du manche. Cette technique requiert une grande précision, surtout si cela est joué rapidement. Si l'on fait sonner l'harmonique tapée de la septième case cela se notera T ⟨7⟩

### Étouffement des cordes
La plupart du temps, la basse est jouée une seule corde à la fois (sauf si l'on joue en accord) et il est nécessaire d'étouffer les autres cordes, car cela risquerait de créer une dissonance non voulue. En effet, par résonance sympathique, les cordes (notamment les plus graves) peuvent résonner lorsqu'une autre corde est jouée. L'étouffement des cordes est réalisé à la fois par la main droite et par la main gauche.

#### Jeu aux doigts en buté

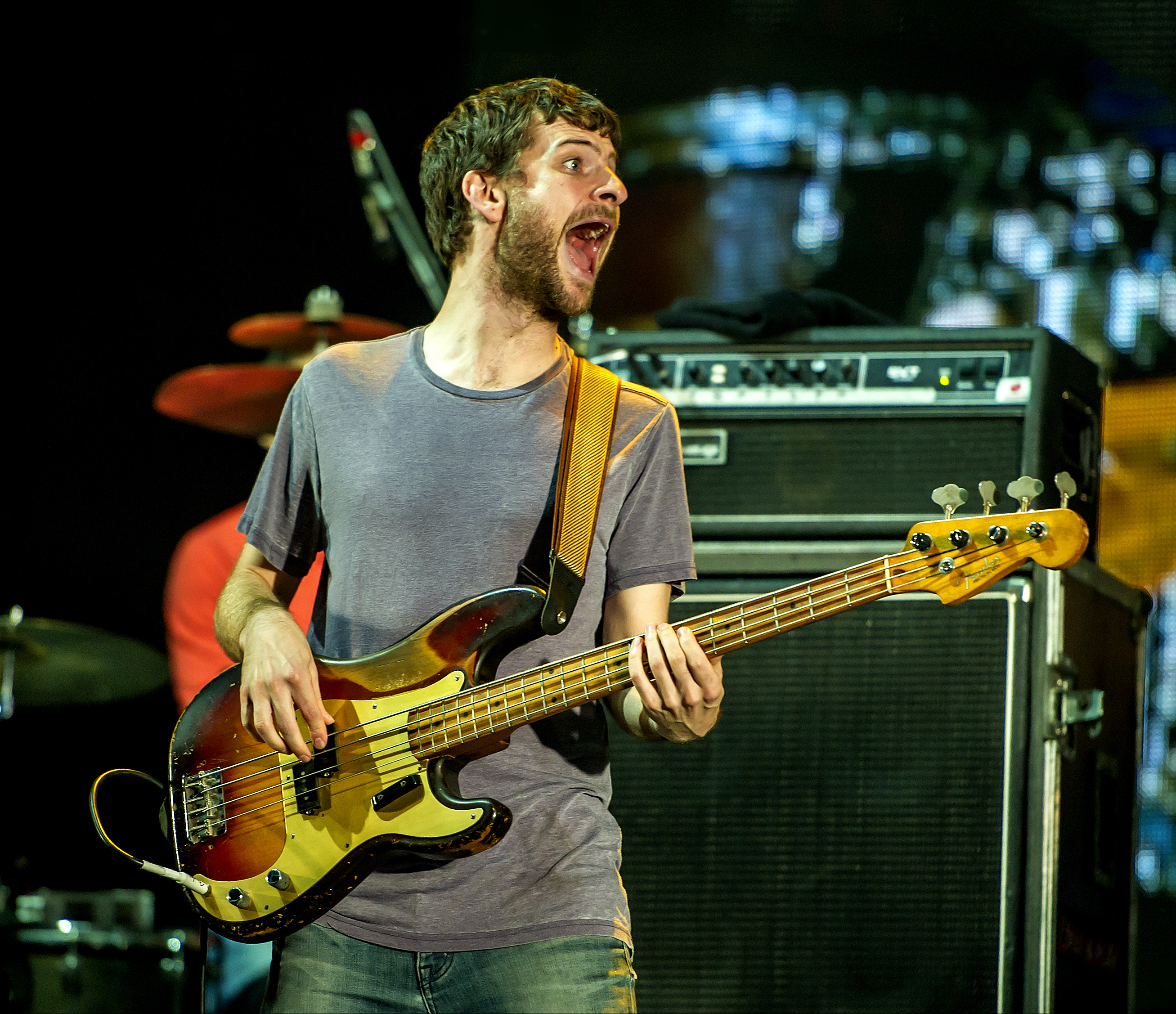
Michael League joue ici sur la corde de La ; en remontant, son index et son majeur bloquent la corde de Mi. Son pouce est posé sur le micro (2016).

Quand un doigt (index ou majeur) a attaqué une corde, il arrive sur la corde juste au-dessus et la bloque (par exemple, l'index qui fait résonner la corde de ré arrive en butée sur celle de la).
Grâce au jeu en "buté" on étouffe déjà la corde qui se trouve avant celle qu'on attaque (par exemple, si l'on joue la corde de ré (la deuxième plus aiguës) on va pouvoir étouffer celle de la (la deuxième plus grave). Le pouce, qui normalement placé sur le micro va venir bloquer la corde de mi (la plus grave) pour l'étouffer lorsque celle-ci n'est pas jouée. Lorsqu'on joue la corde de sol (la plus aiguës) avec cette technique, on étouffe donc la corde de mi avec le pouce et la corde de ré grâce au jeu en buté ; seule la corde de la n'est pas étouffée. On pose donc le plus souvent son annulaire sur cette corde et à présent, la corde de sol est la seule à pouvoir sonner.

##### Pouce flottant

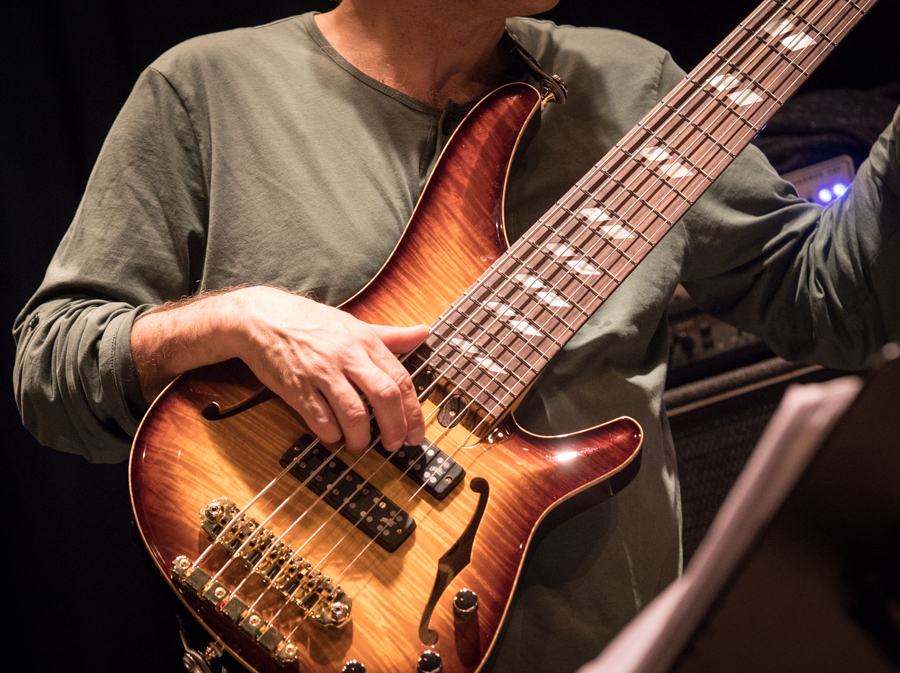
John Patitucci utilise son pouce et plusieurs doigts pour étouffer les cordes les plus graves de sa basse six cordes (2017).

La technique du pouce flottant, utilisée le plus souvent sur les basses cinq ou six cordes (ou plus), consiste à placer son pouce entre deux pour les étouffer en même temps et se déplace entre elles en suivant les doigts qui attaquent les cordes. Initialement posé sur le micro, le pouce descendre se poser sur la première corde la plus grave  lorsque l'on joue la deuxième corde ; pour venir jouer la corde suivante, le pouce descend et se plaque contre les autres cordes plus graves. Par exemple, si sur une basse à cinq cordes on joue la corde de ré, le pouce se placera entre la corde de mi et celle de la tout en s'allongeant pour pouvoir également toucher celle de si (la plus grave sur une cinq corde) ; le pouce étouffe donc trois cordes : si, mi et la. Cette technique est appelée « pouce flottant », car le pouce se déplace en fonction des cordes qui sont jouées.

#### Slap
Au Slap, la main droite (pour les droitiers) ne peut être utilisée pour étouffer les cordes. On ne peut donc le faire qu'avec la main gauche, en posant les doigts à plats sur les cordes. Le plus souvent, on se sert de l'index et de l'auriculaire pour appuyer sur les cases pour permettre au majeur et à l'annulaire de se poser sur les cordes plus graves. Les doigts qui ne que l'on utilise pas servent à étouffer les cordes. On peut aussi utiliser le pouce si tous les quatre autres doigts sont utilisés.[réf. nécessaire]

## Évolutions de l'instrument
Les principaux instruments descendant de la basse électrique sont le Chapman Stick et le Warr Guitar. Tony Levin se sert régulièrement du stick Chapman au sein des groupes Liquid Tension Experiment, King Crimson ou avec Peter Gabriel. Il se pratique en tapping à deux mains, et permet de jouer simultanément une partition de guitare et de basse.
La basse électro-acoustique ou semi-acoustique, avec son apparence de grosse guitare acoustique, est souvent utilisée dans les sessions « unplugged » par les groupes de rock, particulièrement populaires dans les années 1990. Son principal avantage est d'obtenir un son plus proche de la contrebasse, sans avoir la taille imposante de la contrebasse et la nécessité d'apprendre à jouer un instrument sans frettes.

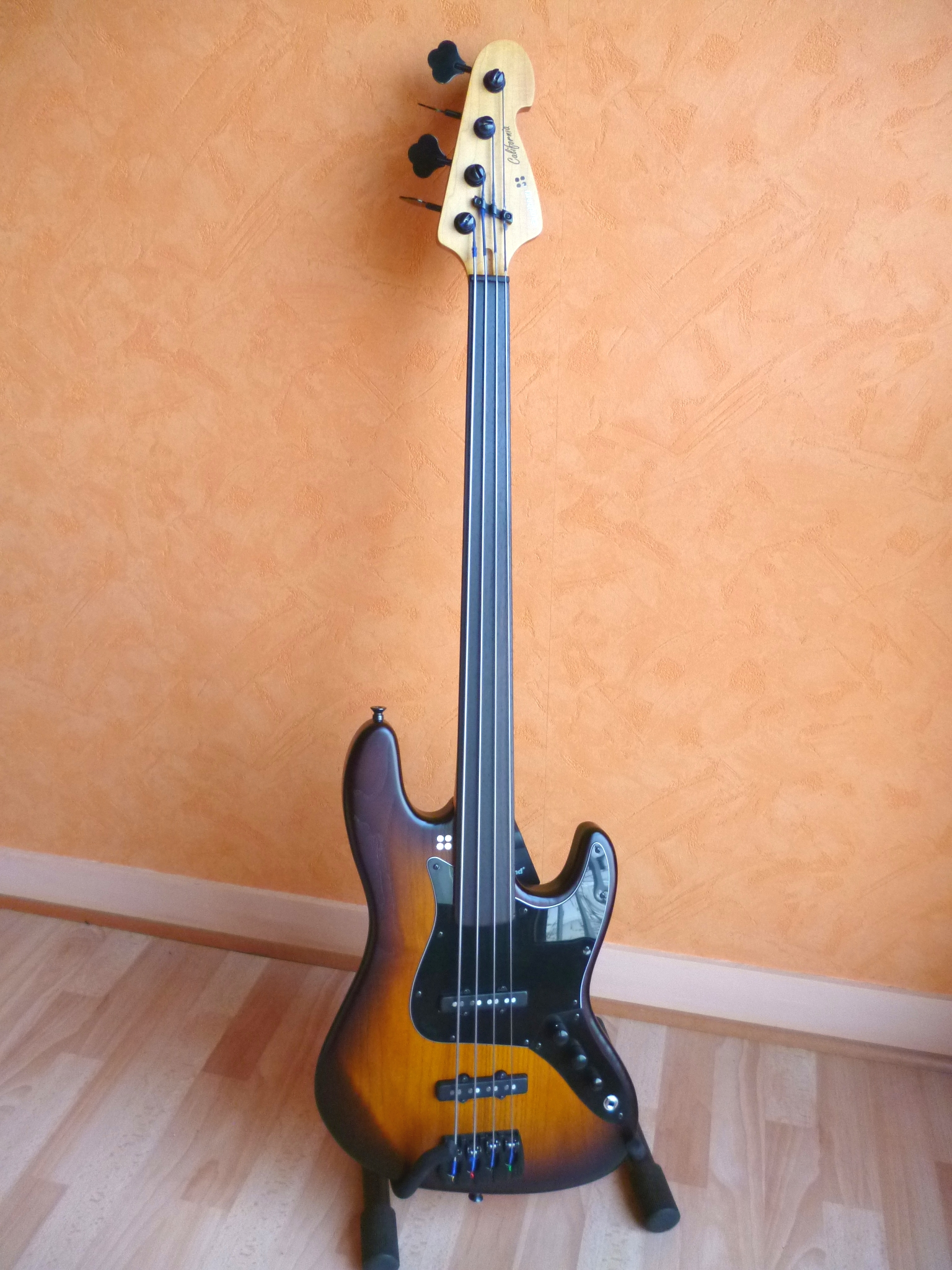
Une basse fretless.

La basse fretless est une basse classique dépourvue de frettes (petites barres métalliques présentes sur le manche). Cette particularité lui donne un son beaucoup plus chaud et doux, différent de celui de la basse frettée, car les cordes sont au contact du bois. Avec les basses fretless, les musiciens peuvent facilement faire les effets comme le glissando, vibrato, intonation microtonale (comme des quarts de ton ou l'intonation juste).
Dans son livre How The Fender Bass Changed The World, Jim Roberts indique que Bill Wyman, le bassiste des Rolling Stones, a créé une des premières basses fretless en 1961. La première basse fretless produite en masse était l'Ampeg AUB-1 en 1966. Fender a créé une Precision Bass sans frettes en 1970 (chose amusante car Leo Fender avait ainsi nommé la Precision car elle était frettée et donc plus précise que la contrebasse). Le bassiste Jaco Pastorius en était un virtuose dans le style de jazz fusion dans les années 1980 et de nombreux bassistes rock (Sting, Jack Bruce...) l'ont aussi adoptée.
Le Français Patrice Vigier a mis au point la basse fretless à touche Delta Metal.[réf. nécessaire]
Les basses à tessiture étendue ou ERB (Extended-Range Basses) sont des guitares basses ayant une tessiture plus grande que celle de la basse classique à 4 cordes, ce qui signifie que l'on y a rajouté des cordes supplémentaires afin de pouvoir jouer des notes qui ne pouvaient être jouées par la basse classique. Les plus typiques ont cinq ou six cordes. Il existe de rares exemples de bassistes, comme Jean Baudin et Yves Carbonne qui jouent des basses avec plus de six cordes.

## Amplificateurs et effets

### Amplificateurs

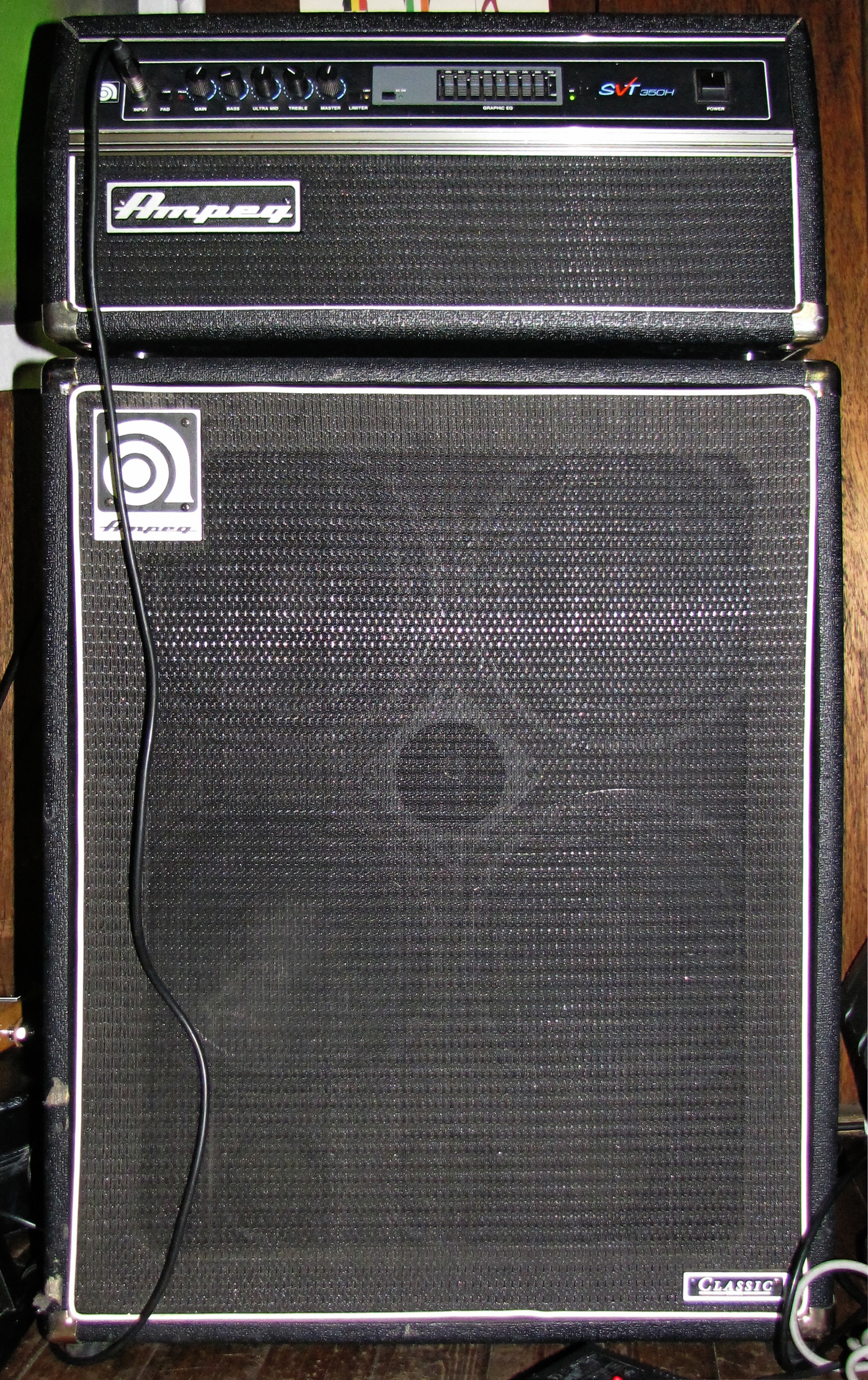
Ampli Ampeg SVT et son baffle 4x10.

Pour être entendue, la basse électrique nécessite d'être amplifiée. Les bassistes utilisent des amplificateurs du style « combo » (qui rassemblent préamplificateur, amplificateur et un ou plusieurs haut-parleurs dans un même chassis) ou, pour les grandes scènes le plus souvent, des têtes d'ampli (combinant préamplificateur et amplificateur) et des baffles, dans lesquels se trouvent des haut-parleurs. Selon le son recherché, les technologies d'amplification à lampes ou à transistors sont utilisées.
Les amplificateurs pour basse sont différents des amplificateurs pour guitare car ils ne sont pas conçus pour supporter les mêmes plages de fréquences. Cependant, bien qu'une basse ne puisse pas être amplifiée sur un ampli pour guitare électrique, une guitare électrique peut être amplifiée par un amplificateur pour basse. Les seuls amplificateurs pouvant servir à la fois pour guitare et basse sont ceux utilisés pour les synthétiseurs et orgues électriques. Cependant leur qualité sonore, avec un instrument à cordes, est inférieure à celle d'un amplificateur spécialisé.

### Effets électroniques

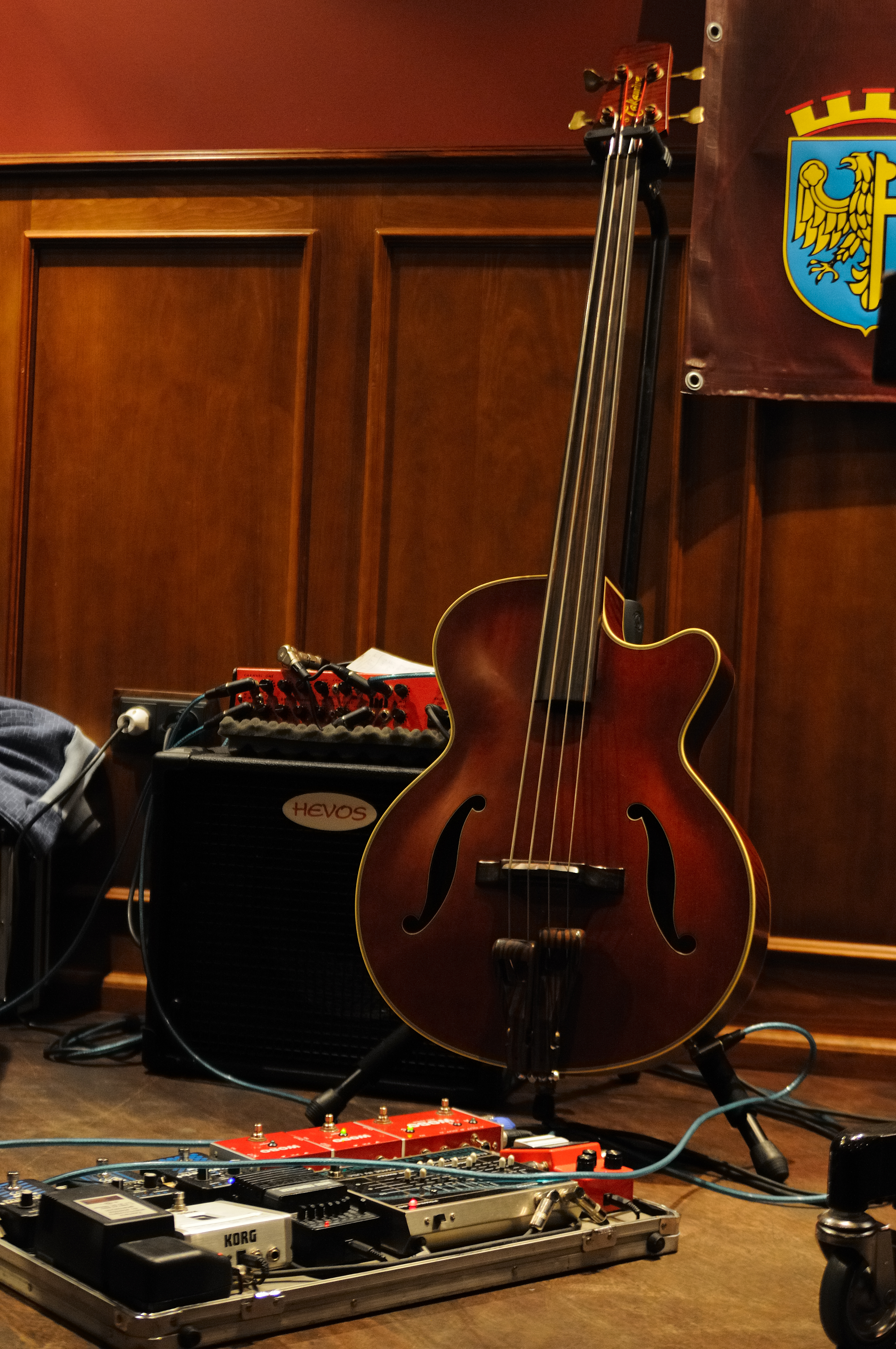
Une basse acoustique fretless avec un pédalier rempli de pédales d'effets, et un ampli de basse en arrière-plan.

Les bassistes utilisent en général moins d'effets électroniques que les guitaristes. Cependant, certains types d'effets sont couramment utilisés. Beaucoup de bassistes se servent de préamplificateurs ou d'égaliseurs pour créer leur son. Il existe aussi des effets qui évitent les pics et les chutes de volume sonore, les compresseurs ou limiteurs. Ils sont utilisés sur l'immense majorité des enregistrements en studio ; ils sont aussi utilisés fréquemment par les bassistes qui pratiquent le slap (comme dans la musique funk).
Les bassistes de metal ainsi que des bassistes de rock plus moderne (Christopher Wolstenholme de Muse, Tim Commerford de Rage Against the Machine, Flea des Red Hot Chili Peppers, Les Claypool de Primus) utilisent des saturations (overdrive, distorsion ou encore fuzz). Les bassistes funk utilisent parfois des envelope filter (mêlant wah-wah et saturation). Les bassistes qui jouent des solos, comme les musiciens de jazz fusion, utilisent quelquefois une réverbération, des delays. Certains bassistes utilisent du chorus (Peter Hook de Joy Division et New Order). Les bassistes peuvent aussi utiliser des octavers (ajoutant au son d'origine son double à l'octave supérieure ou inférieure), pour renforcer leur son.

## Quelques bassistes célèbres
- Kevin Ayers
- Roy Babbington
- Richard Bona
- Cliff Burton
- John Cale
- Les Claypool
- Adam Clayton
- John Deacon
- Steve DiGiorgio
- Gail Ann Dorsey
- Donald Dunn
- Nathan East
- John Entwistle
- Andy Fraser
- Steve Harris
- Mike Howlett
- Trevor Horn
- Lee Jackson
- James Jamerson
- Darryl Jones
- John Paul Jones
- Lemmy Kilmister
- Greg Lake
- Geddy Lee
- Tony Levin
- Paul McCartney
- Marcus Miller
- Jonathan Noyce
- Mike Oldfield
- Pino Palladino
- Jaco Pastorius
- Mike Rutherford
- Billy Sheehan
- Billy Sherwood
- Richard Sinclair
- Leland Sklar
- Esperanza Spalding
- Chris Squire
- Sting
- Dougie Thomson
- Jannick Top
- Klaus Voormann
- Roger Waters
- John Wetton
- Victor Wooten
- Bill Wyman
- Joe Dart

Le magazine Rolling Stone propose également une liste des 50 meilleurs bassistes de tous les temps.